# Liste des épisodes de Boruto: Naruto Next Generations
La liste des épisodes de Boruto: Naruto Next Generations, série télévisée d'animation japonaise, est la suite du manga Naruto. Les épisodes sont groupés par saison en fonction des périodes de diffusions (avril-septembre et octobre-mars de 2017 à 2020, puis janvier-juin et juillet-décembre de 2021 à 2023) et en fonction des génériques d'ouverture.

## Généralités
Au Japon, elle est diffusée depuis le 5 avril 2017 sur la chaîne TV Tokyo.
Les 52 premiers épisodes servent à introduire l'univers et les personnages de Boruto à travers l'adaptation des romans (tomes 1 à 5) et du one shot Naruto Gaiden ainsi que du chapitre spécial Naruto Gaiden : Le Chemin éclairé par la pleine lune, en rajoutant quelques épisodes fillers. L'épisode 53 de l’anime adapte le premier chapitre du manga. Le light novel Naruto, nouvelle histoire : Journée parent et enfant est adapté dans les épisodes 93 à 95. Le light novel Konoha, nouvelle histoire : Les Parchemins ninja de vapeur est adapté dans les épisodes 106 à 111.
En France, la première saison a été diffusée en VF du 28 mai 2018 au 2 novembre 2018, la deuxième, du 6 novembre 2018 au 23 décembre 2019, la troisième, du 24 décembre 2019 au 22 janvier 2020 et la quatrième, du 27 janvier 2020 au 25 septembre 2020, à l'exception de l'épisode 88 qui n'a pas été diffusé en raison d'une erreur de programmation, sur Game One.

## Génériques

### Début
| Numéro | Titre                                                     | Artiste                                      | Épisodes  | 1re date de diffusion |
| ------ | --------------------------------------------------------- | -------------------------------------------- | --------- | --------------------- |
| 1      | Baton Road (バトンロード, Baton Rōdo)                     | KANA-BOON (en)                               | 1 à 26    | 5 avril 2017          |
| 2      | OVER                                                      | Little Glee Monster                          | 27 à 51   | 4 octobre 2017        |
| 3      | It's All in the Game                                      | Qyoto                                        | 52 à 75   | 4 avril 2018          |
| 4      | Lonely Go!                                                | Brian the Sun                                | 76 à 100  | 7 octobre 2018        |
| 5      | Golden Time (ゴールデンタイム, Gōrudentaimu)              | Fujifabric (フジファブリック, Fujifaburikku) | 101 à 126 | 7 avril 2019          |
| 6      | Teenage Dream (ティーンエイジドリーム, Tīneiji Dorīmu)    | Miwa                                         | 127 à 150 | 6 octobre 2019        |
| 7      | Hajimatteiku Takamatteiku (はじまっていく たかまっていく) | Sambomaster (サンボマスター, Sanbomasutā)    | 151 à 180 | 5 avril 2020          |
| 8      | Baku                                                      | Ikimono Gakari                               | 181 à 205 | 10 janvier 2021       |
| 9      | Gamushara                                                 | CHiCO with HoneyWorks                        | 206 à 230 | 4 juillet 2021        |
| 10     | GOLD                                                      | Flow                                         | 231 à 255 | 9 janvier 2022        |
| 11     | Kirarirari                                                | KANA-BOON                                    | 256 à 281 | 3 juillet 2022        |
| 12     | Shukuen                                                   | Asian Kung-Fu Generation                     | 282 à 293 | 8 janvier 2023        |

### Fin
| Numéro | Titre                                                        | Artiste                                                                                   | Épisodes  | 1re date de diffusion |
| ------ | ------------------------------------------------------------ | ----------------------------------------------------------------------------------------- | --------- | --------------------- |
| 1      | Dreamy Journey (ドリーミージャーニー, Dorīmī Jānī)           | The Peggies                                                                               | 1 à 13    | 5 avril 2017          |
| 2      | Sayonara Moon Town (サヨナラムーンタウン, Sayonara Mūn Taun) | Scenarioart (シナリオアート, Shinarioāto)                                                 | 14 à 26   | 5 juillet 2017        |
| 3      | Boku wa Hashiritsuzukeru (僕は走り続ける)                    | MELOFLOAT (メロフロート, Merofurōto)                                                      | 27 à 39   | 4 octobre 2017        |
| 4      | Denshin Tamashī (デンシンタマシイ)                           | Game Jikkyōsha Wakuwaku Band (ゲーム実況者わくわくバンド, Gēmu Jikkyō-sha Wakuwaku Bando) | 40 à 51   | 10 janvier 2018       |
| 5      | Kachō Fūgetsu (花鳥風月)                                     | Coala Mode (コアラモード., Koara Mōdo.)                                                   | 52 à 63   | 4 avril 2018          |
| 6      | Laika (ライカ, Raika)                                        | Bird Bear Hare and Fish                                                                   | 64 à 75   | 5 juillet 2018        |
| 7      | Polaris (ポラリス, Porarisu)                                 | Hitorie (ヒトリエ)                                                                        | 76 à 87   | 7 octobre 2018        |
| 8      | Tsuyogari LOSER (強がりLOSER)                                | ЯeaL                                                                                      | 88 à 100  | 6 janvier 2019        |
| 9      | Ride or Die                                                  | Skypeace (スカイピース, Sukaipīsu)                                                        | 101 à 113 | 7 avril 2019          |
| 10     | Mikanseina Hikaritachi (未完成な光たち)                      | Haruka Fukuhara (福原 遥, Fukuhara Haruka)                                                | 114 à 126 | 7 juillet 2019        |
| 11     | Wish on                                                      | LONGMAN                                                                                   | 127 à 138 | 6 octobre 2019        |
| 12     | Fireworks                                                    | FlowBack                                                                                  | 139 à 150 | 12 janvier 2020       |
| 13     | Maybe I                                                      | Seven Billion Dots                                                                        | 151 à 167 | 5 avril 2020          |
| 14     | Central (セントラル, Sentoraru)                              | Ami Sakaguchi (坂口 有望, Sakaguchi Ami)                                                  | 168 à 180 | 4 octobre 2020        |
| 15     | Answers                                                      | Mol-74                                                                                    | 181 à 192 | 10 janvier 2021       |
| 16     | Kimi ga Ita Shirushi                                         | halca                                                                                     | 193 à 205 | 4 avril 2021          |
| 17     | Who are you ?                                                | Pelican Fanclub                                                                           | 206 à 218 | 4 juillet 2021        |
| 18     | Prologue                                                     | J01                                                                                       | 219 à 230 | 10 octobre 2021       |
| 19     | VOLTAGE                                                      | Anly                                                                                      | 231 à 242 | 9 janvier 2022        |
| 20     | Twilight Fuzz                                                | THIS IS JAPAN                                                                             | 243 à 255 | 3 avril 2022          |
| 21     | Bibouroku                                                    | Lenny Code Fiction                                                                        | 256 à 268 | 3 juillet 2022        |
| 22     | Ladder                                                       | Anonymouz                                                                                 | 269 à 281 | 2 octobre 2022        |
| 23     | Mata ne                                                      | Humbreaders                                                                               | 282 à 293 | 8 janvier 2023        |

## Légende des tableaux
|  | Épisodes adaptés (sans couleur d'arrière plan) |

|  |  |  |  |  | Épisodes filler ( épisodes dont l’histoire ne correspond pas au manga, mais suit la trame originale ) |

|  | Épisodes semi-filler (dont la moitié est exclusif à l’anime et en partie adaptée du manga) |

Notes
- Les épisodes filler sont surlignés par une alternance de couleur, indiquée ci-dessus.
- Les épisodes semi-filler sont surlignés par la même couleur (orange).

## Liste des épisodes

### Saison 1
Diffusée au Japon, du 5 avril 2017 au 27 septembre 2017 sur TV Tokyo, elle contient 26 épisodes.
| No | Titre français                                | Titre japonais             | Titre japonais                                                          | Date de 1re diffusion |
| No | Titre français                                | Kanji                      | Rōmaji                                                                  | Date de 1re diffusion |
| --- | --------------------------------------------- | -------------------------- | ----------------------------------------------------------------------- | --------------------- |
| 1 | Boruto Uzumaki !                              | うずまきボルト！！         | Uzumaki Boruto!! (Boruto Uzumaki !!)                                    | 5 avril 2017          |
| [Chapitre 1, page 1 à 3 (flashforward) + Roman tome 1] — L'intrigue démarre par un flashforward mettant en scène Boruto Uzumaki contre Kawaki, celui-ci déclarant que l'ère des ninjas est terminée. Le combat est sur le point de commencer. Retour au présent, Boruto, le fils de Naruto Uzumaki et Hinata Hyûga, entre à l'Académie des ninjas de Konoha. Il rencontre Denki Kaminarimon, un garçon de son âge qui se fait racketter par d'autres jeunes et se fait constamment rabaisser par son père, un ancien ninja très riche. Boruto le sauve des racketteurs et lui conseille de tenir tête à son père. Aux côtés de Boruto, Denki va alors le prendre en modèle pour s'affirmer et devenir un ninja. Note : Cet épisode débute l'arc filler « Boruto: Naruto Next Generations Novel » étant exclusif à l'anime et aux romans tomes 1, 2 et 3 (eux-mêmes étant une adaptation du début de l'anime). Seule la scène flashforward est adaptée du manga (chapitre 1). |                                               |                            |                                                                         |                       |
| 2 | Le Fils du Hokage                             | 火影の息子…！！            | Hokage no musuko…!! (Le fils du Hokage… !!)                             | 12 avril 2017         |
| [Roman tome 1] – Boruto fait sa rentrée à l'Académie à la suite de l'incident qui s'est produit deux semaines auparavant, mais en arrivant seul, Denki et Shikadai semblent être amical avec lui. Ils se rendent vite compte que Boruto est méprisé par le seul fait qu'il serait « le fils pistonné du Hokage » selon les dires de Inojin, le fils de Saï. La journée prend une drôle de tournure lorsque Iwabê Yuino, provoque Boruto dans un combat. |                                               |                            |                                                                         |                       |
| 3 | Metal Lee se déchaîne !                       | 暴走、メタル・リー！！     | Bōsō, Metaru Rī!! (Metal Lee se déchaîne !!)                            | 19 avril 2017         |
| [Roman tome 1] – À l'Académie, les élèves apprennent le lancer de shuriken, alors que tous s'en sortent à peu près bien, les élèves remarquent que Metal Lee, est très doué, seulement lorsque personne ne le regarde. Shikadai le remarque et lui reproche de vouloir trop bien faire, mais qu'au final, il rate tout ce qu'il entreprend. Metal, vexé, s'en va. Le lendemain, il revient possédé par quelque chose d'étrange et cherche à se battre avec Shikadai et les autres. |                                               |                            |                                                                         |                       |
| 4 | Bataille de ninjutsu, filles contre garçons ! | 男女対抗忍術合戦！！       | Danjo taikō ninjutsu gassen!! (Une bataille ninjutsu des sexes !!)      | 26 avril 2017         |
| [Roman tome 1] – À l'Académie, les filles reprochent aux garçons d'être puérils et insupportables. À l'instar de leurs pères au même âge, Sarada et Boruto se détestent. Leur professeur, Shino Aburame organise une course où ses élèves, filles contre garçons, devront s'affronter avec leurs techniques et l'esprit d'équipe. |                                               |                            |                                                                         |                       |
| 5 | Le Mystérieux Nouvel Élève                    | 謎の転校生…！！            | Nazo no tenkōsei…!! (Le mystérieux transfert d'élève… !!)               | 3 mai 2017            |
| [Roman tome 1] – Un nouvel élève assez mystérieux intègre l'Académie : Mitsuki, du village d'Oto. Il a l'air de vouloir devenir ami avec Boruto, et ils sympathisent rapidement. Après des combats d'entraînements, il montre sa force plus que surprenante et domine Iwabê, qui est pourtant le meilleur en taijutsu et ninjutsu. |                                               |                            |                                                                         |                       |
| 6 | Le Dernier Cours                              | 最後の授業…！！            | Saigo no jugyō…!! (La dernière leçon… !!)                               | 10 mai 2017           |
| [Roman tome 1] – Après les événements de la veille, Shino qui s'est senti coupable, se retrouve possédé et donne rendez-vous à Boruto, Shikadai et Mitsuki pour les tuer. Les trois garçons se rendent compte du fossé qui séparent la puissance de leur professeur et la leurs. Ils usent alors de stratégies pour pouvoir venir à bout de Shino. |                                               |                            |                                                                         |                       |
| 7 | Amour et Chips !                              | 恋とポテチ…！！            | Koi to potechi…!! (Amour et chips… !!)                                  | 17 mai 2017           |
| [Roman tome 2] – Depuis quelques jours, Chôchô (fille de Chôji Akimichi) a l'impression d'être suivie. Après l'école, avec Sarada et Sumire, elle arrive enfin à coincer le coupable, un certain Magire. Elle, Boruto et les autres l'interrogent et ils découvrent que Magire est en réalité épris de Sumire, la déléguée. Malheureusement celle-ci ne partage pas ses sentiments. Dévasté, le garçon s'enfuit, et revient le lendemain possédé. Boruto, Sarada, Chôchô et les autres l'affrontent. |                                               |                            |                                                                         |                       |
| 8 | Le Message du rêve                            | 夢のお告げ                 | Yume no otsuge (Le message du rêve)                                     | 24 mai 2017           |
| [Roman tome 2] – Après être allé au cinéma, Boruto s'interroge sur les mystérieuses ombres qu'il est le seul à voir et pense à une illusion ou à quelque chose qui se prépare à Konoha. La nuit, il fait un rêve étrange où il aperçoit la silhouette de Toneri Ôtsutsuki, qui lui annonce que son œil apportera un changement au monde. Boruto se réveille persuadé que c'est le Byakugan qu'il a éveillé en lui. Naruto et Hinata, doutant un peu de sa version décide de l'emmener voir son grand-père, Hiashi Hyûga. |                                               |                            |                                                                         |                       |
| 9 | La Preuve par soi-même                        | 自分の証明                 | Jibun no shōmei (La preuve par soi-même)                                | 31 mai 2017           |
| [Roman tome 2] – Hanabi Hyûga se porte volontaire pour tester Boruto en combat réel et voir si, oui ou non, il a bien éveillé le Byakugan. Après avoir essuyé une cuisante défaite, le jeune garçon n'a pas éveillé la pupille, comme il l'espérait. Pendant que sa tante lui remonte le moral, Naruto et Hiashi discutent à son sujet. Les deux hommes pensant qu'il s'agit d'autre chose, car Boruto est loin d'être un menteur. Ce dernier retrouve le héros de son film préféré, mais grâce à son œil droit, il s'aperçoit que celui-ci est possédé par un spectre. Avec l'aide de Sarada, il le combat et réussit à le libérer de l'emprise du fantôme maléfique. |                                               |                            |                                                                         |                       |
| 10 | La chasse au fantôme est ouverte !!           | ゴースト事件、捜査開始！！ | Gōsuto jiken, sōsa kaishi!! (L'incident fantôme, l'enquête commence !!) | 7 juin 2017           |
| [Roman tome 2] – Boruto, Mitsuki et Shikadaï sèchent les cours et passent leur journée au village à la recherche des spectres, mais ils se font prendre la main dans le sac. Shino propose alors à ses élèves une initiation à un stage professionnel sur un métier de leur choix. Les trois garçons choisissent le métier de facteur à la Poste Centrale afin de pouvoir poursuivre leur enquête sans être inquiétés par une punition. Après avoir distribué les courriers, ils apprennent qu'un spectre a fait son apparition au parc Senju, mais arrivent trop tard. Le lendemain, ils sont tous trois punis, à cause de Boruto qui a bâclé son travail la veille, et sont contraints de compter les planches de timbres dans la réserve. Ils apprennent ensuite à la télévision que le spectre a de nouveau frappé à la station d'épuration des eaux, l'endroit même où Sumire et ses deux équipières effectuent leur stage, et décident de s'y rendre. |                                               |                            |                                                                         |                       |
| 11 | L'Ombre du cerveau                            | 黒幕の影                   | Kuromaku no kage (L'ombre du cerveau)                                   | 14 juin 2017          |
| [Roman tome 2] – Les trois jeunes filles sont hospitalisées, après l'agression subie par l'homme possédé par le spectre. Boruto se sent responsable de ce qui est arrivé à Sumire, mais Mitsuki et Shikadaï le réconfortent. Le jeune ninja se fait ensuite sermonner par son propre père, avant que Shino n'intervienne et ne prenne la défense des trois jeunes garçons. Ces derniers sont réintégrés à la Poste Centrale, effectuent correctement leur mission de postier, mais à chaque fois, le spectre frappe loin de leurs parcours. Ils se rendent alors compte que l'individu qui contrôle le fantôme maléfique sait à l'avance ce qu'ils vont faire. Ils demandent alors l'aide de leurs camarades de l'Académie afin d'élargir davantage les recherches. Le patron de la Poste Central est possédé à son tour, mais Boruto et ses compagnons finissent par piéger l'individu masqué et tentent de le pourchasser, mais ce dernier parvient à s'échapper. |                                               |                            |                                                                         |                       |
| 12 | Boruto et Mitsuki                             | ボルトとミツキ             | Boruto to Mitsuki (Boruto et Mitsuki)                                   | 21 juin 2017          |
| [Roman tome 3] – Mitsuki s'interroge sur lui-même : il essaie de comprendre pourquoi est-ce que tout le monde apprécie autant Boruto à l'Académie, il questionne donc Shikadai, puis Inojin et Sumire à son sujet. Boruto invite Mitsuki à dîner chez lui, et Hinata lui annonce que son père sera là pour la première fois depuis très longtemps. Alors qu'ils vont tous commencer à dîner, Naruto s'arrête car Shikamaru lui apprend d'inquiétantes nouvelles via son clone. Alors qu'il se prépare à partir, Boruto se met en colère une nouvelle fois, reprochant à son père de mettre de côté un instant en famille pour le village. Alors qu'il sort de la maison en furie, Mitsuki informe le 7e du nom qu'il va essayer de calmer Boruto. Alors qu'il se retrouve seul avec lui, Mitsuki lui dit qu'il est venu pour lui annoncer quelque chose : il sait qui est derrière toute cette histoire de spectre. |                                               |                            |                                                                         |                       |
| 13 | La bête surgit !                              | 魔獣、現る…！！            | Majū, arawaru…!! (La bête apparaît… !!)                                 | 28 juin 2017          |
| [Roman tome 3] – Mitsuki révèle à Boruto l'identité de celle qui contrôle les spectres depuis le début : il s'agit de Sumire, la déléguée de classe. Saï a fait, pour sa part, des découvertes plus que surprenantes et après avoir lui aussi révélé l'identité de l'individu masqué à Naruto, Sumire invoque le Nué qui commence à ravager le village. Avec l'aide de Kakashi, Saï et les autres ninjas essaient de contrôler la créature. Pendant ce temps, Mitsuki se voit confier la mission d'assassiner Sumire. Alors qu'il était sur le point de l'achever, Boruto les interrompt et tous les trois se font aspirer avec le Nué dans sa dimension parallèle. |                                               |                            |                                                                         |                       |
| 14 | Le chemin que voit Boruto                     | ボルトに見える道           | Boruto ni mieru michi (Le destin que voit Boruto)                       | 5 juillet 2017        |
| [Roman tome 3] – Aspirés dans la dimension parallèle du Nué, Boruto et Mitsuki combattent ensemble la créature et réussissent à le neutraliser. Alors que le fils d'Orochimaru allait l'achever, Sumire s'interpose et est prête à en découdre avec les deux garçons. Le second veut la combattre, mais le premier refuse de voir ses deux camarades s'entretuer. La jeune fille explique que son but est d'accomplir ce que son père n'a pas pu faire : venger la mort de Danzô. Boruto se rend compte qu'elle est possédée par son propre spectre, mais réussit à la raisonner en lui disant qu'elle n'est nullement obligée de faire cela et qu'elle est désormais libre de choisir sa propre voie. Grâce aux paroles du jeune ninja, Sumire est libérée de l'emprise du spectre, ainsi que du sceau Gozu Tennô et même le Nué se comporte comme un animal de compagnie. Les trois jeunes aspirants parviennent à s'échapper de la dimension parallèle, sur le point de s'effondrer, et retournent au village sains et saufs. Sauf que Sumire est appréhendée par Saï après ce qu'elle a tenté de faire. |                                               |                            |                                                                         |                       |
| 15 | Nouvelle Voie                                 | 新しい道                   | Atarashī michi (Nouvelle voie)                                          | 12 juillet 2017       |
| [Roman tome 3] – L'affaire des spectres ayant été bouclée, la vie de Boruto et de ses amis a repris son cours à l'Académie. Malheureusement, ils apprennent que l'affaire n'est pas totalement close pour Sumire, car il serait fort possible qu'elle quitte le village, le doute s'installe et tout le monde est peiné de devoir peut-être dire au revoir à leur déléguée, malgré tout ce qu'elle a pu faire. Pendant ce temps, une menace se profile dans l'ombre. Note : Cet épisode clôt l'arc filler « Boruto: Naruto Next Generations Novel » adapté des romans tomes 1, 2 et 3. |                                               |                            |                                                                         |                       |
| 16 | Alerte au redoublement                        | 留年の危機                 | Daburi no kiki (Alerte au redoublement)                                 | 19 juillet 2017       |
| À l'Académie, les élèves se préparent pour les examens. Denki est fort sur le ninjutsu à l'écrit, mais a bien du mal sur le côté pratique. Metal Lee l'aide en lui faisant faire de l'escalade pour améliorer sa condition physique. De l'autre côté, Iwabe adore pratiquer le ninjutsu, mais a des difficultés en mathématiques et technologie, matières que Denki maîtrise parfaitement. Le lendemain, Iwabe aide son jeune camarade en lui conseillant de garder son calme et d'être détendu pour utiliser plus facilement son chakra, ce qui permet au second de doucement progresser. En échange, Denki propose d'aider Iwabe dans les matières qui lui posent problème. Grâce à leur entraide mutuelle, les deux garçons s'améliorent. Mais alors qu'ils doivent se rendre à l'examen, un incendie se déclenche dans un bâtiment du village. Ils sauvent trois jeunes filles en utilisant leurs propres capacités, mais arrivent trop tard pour l'examen. Malgré cela, Shino, ayant été informé de leurs exploits, leur apprend qu'ils sont tous deux reçus. Note : Cet épisode est un filler indépendant. |                                               |                            |                                                                         |                       |
| 17 | Elle court, Sarada !                          | サラダ、走る！！           | Sarada hashiru!! (Cours, Sarada !!)                                     | 26 juillet 2017       |
| Devant partir en voyage avec Ino, Sakura demande à sa fille de rapporter un lapin en peluche raccomodé par une fillette à l'hôpital, car la première y a recousu le bras droit. Alors que la jeune Uchiwa s'y rend en convoi-éclair, elle se rend compte avoir oublié le jouet dans le train, après être arrivée à la gare. Alors qu'elle allait partir à la poursuite du véhicule, Shizune croise son chemin. Elle aide ensuite une femme âgée à entrer en gare, sauf que le train repart déjà. N'ayant pas vraiment le choix, elle imite Boruto et se jette sur le toit du convoi-éclair, mais a failli être repérée par Shikadaï. Mais en s'échappant, elle est découverte par Chôchô. Accompagnée par cette dernière, elle se rend aux objets trouvés et récupère le baquet, sauf qu'il contient une poupée vaudou. Les deux filles se rendent dans une boutique d'alimentation exotique, où la vendeuse leur apprend que chaque année, des membres du village de Taki rendent hommage à leurs ancêtres lors d'une cérémonie, qui s'y déroule en ce moment même, où ils doivent jeter les poupées dans le courant de la rivière. Pendant ce temps, Ino conduit Sakura au lieu où elle a eu son premier rencard avec Sasuke. Chôchô et Sarada finissent par récupérer le bon baluchon, sauf que la jeune Uchiwa est découverte par Boruto et ses camarades. Elles ramènent finalement le lapin en peluche à sa propriétaire. Note : Cet épisode est un filler indépendant. |                                               |                            |                                                                         |                       |
| 18 | Une journée de la famille Uzumaki             | うずまき家の一日           | Uzumaki-ke no ichinichi (Dure journée chez les Uzumaki)                 | 2 août 2017           |
| [Chapitre bonus Omake] — Himawari est souffrante, Boruto s'occupe de sa petite sœur pendant que sa mère est sortie acheter des médicaments. Alors qu'il est dans sa chambre, il voit la photo qu'ils ont prise avec Naruto le jour de son investiture et se rappelle cette journée lorsque Himawari avait soudainement éveillé son Byakûgan en mettant son père au tapis en un coup. Retour au présent, Naruto entre en urgence dans la chambre de sa fille après avoir appris qu'elle était souffrante, Boruto semble heureux de voir que son père se soucie un peu de ses enfants. Après une énième dispute entre le jeune garçon et son père, Hinata les met dehors en leur demandant de se calmer et Naruto invite finalement Boruto au restaurant Ichiraku. Note : Cet épisode est un filler indépendant car il adapte le chapitre bonus (omake) du 8e fanbook (Zai no Sho), crée exclusivement pour le film Boruto. Cet omake avait précédemment été adapté en OAV, titré Le Jour où Naruto est devenu Hokage, inclus dans les éditions limitées des coffrets DVD et Blu-ray du film.[réf. nécessaire] |                                               |                            |                                                                         |                       |
| 19 | Sarada Uchiwa                                 | うちはサラダ               | Uchiha Sarada (Sarada Uchiha)                                           | 9 août 2017           |
| [Chapitres 1 et 2 (Naruto Gaiden : Le 7e Hokage et la Lune Écarlate)] — Sarada s'interroge. Tous les jeunes ninjas du village s'entraînent avec leur père pour se perfectionner, sauf elle, étant donné qu'elle n'a pas pu le connaître. Elle essaie de poser des questions sur Sasuke à sa mère, mais Sakura ne lui apporte aucune réponse. Elle se rend à la bibliothèque du village et en faisant des recherches sur le Sharingan, elle découvre l'affaire du massacre des Uchiwa, perpétré il y a 25 ans. Elle souhaite consulter des documents sur son père, mais ceux-ci sont soumis à des restrictions d'accès. Un jour, mère et fille se disputent, et sur le coup de la colère, Sakura détruit, sans le vouloir, sa maison avec sa force surhumaine et tombe dans les pommes, à la suite du surmenage de ces derniers jours. En fouillant les décombres, Sarada découvre une photo de son père... vêtu du manteau de l'Akatsuki avec Jûgo, Karin et Suigetsu. Note : Cet épisode débute l'arc « Naruto Gaiden : Le 7e Hokage et la Lune Écarlate ». |                                               |                            |                                                                         |                       |
| 20 | Le Garçon aux Sharingan                       | 写輪眼の少年               | Sharingan no shōnen (Le garçon aux Sharingan)                           | 16 août 2017          |
| [Chapitres 2 à 4 (Naruto Gaiden : Le 7e Hokage et la Lune Écarlate)] — Sarada est plus déterminée que jamais à en savoir plus sur son père. Elle se rend au bureau du Hokage et surprend une conservation entre Shikamaru et lui, où elle entend que Naruto va partir à la rencontre de Sasuke. Elle demande à Chôchô de l'accompagner, et prétextant un départ en voyage, accepte de remettre le bentô préparé par Hinata au père de Boruto. Sur le chemin pour rejoindre le 7e Hokage, les deux jeunes filles se font attaquer par un mystérieux jeune garçon, qui possède le Sharingan des Uchiwa. Fort heureusement, Naruto arrive à temps pour les sauver et par mesure de sécurité, demande à ce qu'elles restent près de lui. En faisant une pause déjeuner, Naruto raconte, à sa façon, les facettes de la personnalité de Sasuke à Sarada. Alors que le trio arrive près de la tour et décide de se reposer un peu, la jeune Uchiwa s'y rend seule et rencontre enfin son père, qui l'accueille comme une ennemie... |                                               |                            |                                                                         |                       |
| 21 | Sasuke et Sarada                              | サスケとサラダ             | Sasuke to Sarada (Sasuke et Sarada)                                     | 23 août 2017          |
| [Chapitres 5 et 6 (Naruto Gaiden : Le 7e Hokage et la Lune Écarlate)] — À l'hôpital de Konoha, Sakura s'est réveillée de son surmenage, et elle discute avec Shizune au sujet de sa fille et des questions que cette dernière se pose sur son père et ses origines. Pendant ce temps, Sarada rencontre enfin Sasuke, mais ses retrouvailles avec son père ne se passent pas du tout comme elle l'espérait : ce dernier l'a prise pour une ennemie et ne l'a pas reconnue tout de suite, avant qu'elle ne dévoile son identité. Les deux sont rejoints par Naruto et Chôchô, mais la jeune Uchiwa ne démord pas et continue d'interroger son paternel, qui refuse de répondre à ses questions en lui disant que cela ne la concerne en rien. Naruto essaie ensuite de la réconforter, mais ils se font attaquer par Shin et son fils, qui révèle ses véritables intentions : faire renaître l'Akatsuki. Sasuke les rejoint, mais Naruto et lui sont tous deux acculés par l'ennemi, jusqu'à ce que Sakura intervienne dans le combat, sous les yeux ébahis de son mari, sa fille et son meilleur ami. Sarada était sur le point d'être capturée par l'ennemi, mais sa mère prend sa place et est envoyée dans le repaire de Shin par une dimension spatio-temporelle. |                                               |                            |                                                                         |                       |
| 22 | Les Liens du cœur                             | つながる想い               | Tsunagaru omoi (Sentiments connectés)                                   | 30 août 2017          |
| [Chapitres 7 et 8 (Naruto Gaiden : Le 7e Hokage et la Lune Écarlate)] — Séquestrée contre son gré au repaire de Shin, Sakura assiste, avec horreur, à la transplantation du coeur de l'original par le biais de son jeune clone. Les deux ninjas ont ensuite un débat sur la vie, puis les liens entre les parents et les enfants. Pendant ce temps, Naruto et Sasuke, accompagnés des deux filles, se rendent au repaire d'Orochimaru pour en savoir plus sur le mystérieux ravisseur. Sarada profite de cette occasion pour rencontrer en personne les anciens équipiers de son père. La jeune kunoichi demande à Suigetsu de lui faire un test ADN pour savoir qui est vraiment sa mère. Après vérification, ce dernier lui révèle faussement que Karin est sa mère, ce qui la bouleverse. Naruto vient ensuite la réconforter en lui disant que peu importe si Sakura et elle ont ou non un lien de sang, le plus important est sa détermination à vouloir la sauver. De son côté, Sakura réussit à soutirer des informations à Shin et se prépare à le combattre. |                                               |                            |                                                                         |                       |
| 23 | Toutes formes de liens                        | つながりのカタチ           | Tsunagari no katachi (Les liens sous toutes ses formes)                 | 6 septembre 2017      |
| [Chapitres 9 et 10 (Naruto Gaiden : Le 7e Hokage et la Lune Écarlate)] — Sarada, son père ainsi que Naruto et Chôchô, partent au secours de Sakura dans le repaire de Shin Uchiwa, pendant que le combat éclate entre elle et celui qui prétend porter le rêve d'Itachi. Alors qu'elle se retrouve acculée face à l'ennemi, elle reçoit l'aide de Sasuke qui la sauve in extremis. Contre toute attente lors du combat, alors que Shin voulait se servir de ses nombreux clones pour le couvrir et s'enfuir, ils le transpercent de toute part et le tuent, proclamant qu'ils n'ont plus besoin de lui pour évoluer, mais alors qu'ils pensaient le combat terminé, l'être difforme porteur du Sharingan essaie de se téléporter avec Sakura qui est ninja médical et le corps sans vie du Shin original, mais Sarada avait compris et lui assène le coup fatal en mettant un point final à cette affaire. En rentrant au village, Chôchô, qui n'a pas trouvé son père, découvre au loin un homme svelte et beau, étant sûre qu'il s'agit de son papa. Elle accourt vers lui et découvre que c'est bien Chôji, son vrai père. Sasuke, Sarada et Sakura passent enfin un moment familial pour la première fois, ce qui rend Sarada très heureuse. De son côté, Suigetsu est allé demander des comptes à Karin sur sa prétendue aventure avec Sasuke, qui lui assure que Sarada est bien la fille de Sakura et Sasuke et que le cordon ombilical utilisé pour faire le test, était en réalité celui qui reliait Sarada et sa mère. Sasuke s'en va le lendemain en promettant à Sarada qu'ils se reverront vite. De retour à l'Académie, Sarada remercie Boruto, car grâce à lui, elle a trouvé sa voie : devenir Hokage. Note : Cet épisode clôt l'arc « Naruto Gaiden : Le 7e Hokage et la Lune Écarlate ». |                                               |                            |                                                                         |                       |
| 24 | Boruto et Sarada                              | ボルトとサラダ             | Boruto to Sarada (Boruto et Sarada)                                     | 13 septembre 2017     |
| [Chapitre 5 de Naruto Gaiden : Le 7e Hokage et la Lune Écarlate + Chapitre 700 de Naruto] — Konoha accueille un sommet entre les Cinq Kage, au cours de laquelle Boruto tente de défigurer la statue de son père une fois de plus. Sarada et Sakura placent leur nouvelle photo de famille dans leur nouvelle maison. Après cela, avec son Sharingan maintenant complètement débloqué, Sarada s'entraîne avec Chôchô pour devenir Hokage, mais elle explique que, sur le conseil de sa mère, elle prévoit de garder son nouveau pouvoir secret pour éviter d'être ciblée dans le futur. Konoha-Maru enseigne à Sarada plus sur le Sharingan et lui dit qu'elle est maintenant son rival pour devenir Hokage. Au cours du sommet, Naruto révèle que Sasuke a utilisé son Rinnegan pour enquêter sur les autres dimensions et les craintes que l'un d'eux héberge des menaces dangereuses. Alors que les autres Kage expriment leur inquiétude que la nouvelle génération de ninja ne soit pas coupée pour prendre des menaces s'ils doivent faire face à une nouvelle guerre, Naruto révèle sa conviction que la nouvelle génération parviendra à les surpasser. Note : Cet épisode adapte le dernier chapitre du manga original et la partie flashback du chapitre 5 de Naruto Gaiden : Le 7e Hokage et la Lune écarlate avec le chapitre 700 de Naruto. |                                               |                            |                                                                         |                       |
| 25 | Un voyage scolaire agité !                    | 波乱の修学旅行！！         | Haran no shūgakuryokō!! (Un voyage scolaire agité !!)                   | 20 septembre 2017     |
| [Roman tome 4] – Pour favoriser la bonne entente entre les pays, il a été décidé que la classe de Boruto partirait en voyage scolaire à Kiri, au Pays de l'Eau. Tous les élèves semblent enjoués par ce voyage, mais Iwabê leur rappelle qu'à l'époque ce village était appelé le « Brouillard Sanglant » et leur demande d'être prudent. Après leur long voyage, les élèves arrivent enfin au village de la Brume, où ils sont accueillis par leur guide, le mystérieux Kagura Karatachi, bras droit du Mizukage et sont également très surpris par la modernité du village. Pendant que les élèves se promènent sur la place, Iwabê s'éloigne seul, Boruto et Denki qui partent le chercher, se font attaquer par deux mystérieux ninjas de Kiri. Note : Cet épisode débute l'arc filler « Voyage au village de Kiri », adapté du roman tome 4,. |                                               |                            |                                                                         |                       |
| 26 | Le Successeur du Mizukage                     | 水影の後継者               | Mizukage no kōkei-sha (Le successeur du Mizukage)                       | 27 septembre 2017     |
| [Roman tome 4] – L'incursion instructive de la semaine dernière dans la brume cachée se prolonge dans une visite de classe au bureau du nouveau Mizukage, Chôjûrô. Boruto se lasse vite du discours de Chôjûrô sur l'unité entre les villages, que le Kage coupe courtoisement. Kagura continue l'histoire du Kage plus tard, expliquant que Chôjûrô est la raison de la récente prospérité du Village de Kiri. Kagura prend un peu de temps pour réfléchir sur le passé sombre de « Blood Mist », ce qui déclenche une explosion assez pertinente d'Iwabê. Iwabê raconte l'histoire de son grand-père tué par le Quatrième Mizukage, soulignant que le brouillard ne devrait pas être si rapide à effacer leur histoire violente quand la guerre est encore fraîche dans l'esprit de leurs victimes. |                                               |                            |                                                                         |                       |

### Saison 2
Diffusée au Japon, du 4 octobre 2017 au 28 mars 2018 sur TV Tokyo, elle contient 25 épisodes.
| No | Titre français                                      | Titre japonais           | Titre japonais                                                                            | Date de 1re diffusion |
| No | Titre français                                      | Kanji                    | Rōmaji                                                                                    | Date de 1re diffusion |
| --- | --------------------------------------------------- | ------------------------ | ----------------------------------------------------------------------------------------- | --------------------- |
| 27 | La Bataille de l'amitié                             | 友情のシノビバウト       | Yūjō no shinobibauto (Un combat ninja de l'amitié)                                        | 4 octobre 2017        |
| [Roman tome 4] – Denki a été enlevé par Hachiya et sa bande. Boruto, accompagné par Kagura et les autres, accourent pour le sauver. Un combat entre Hachiya, Boruto, Kagura et les autres éclate, où il est révélé que Kagura est en réalité le petit-fils du 4e Mizukage : Yagura. Après avoir vaincu l'adversaire assez facilement, ils retournent à l'hôtel et commencent une partie de cartes pour changer les idées de Kagura. Boruto lui dit que ce n'est pas parce que coule dans ses veines le sang d'un meurtrier, qu'il doit forcément porter le poids de ses pêchers. Kagura, enfin libéré de ses démons décident d’accepter Hiramekarei, l'une des sept épées des ninjas Spadassins, appartenant au 6e Mizukage, Chôjûrô. |                                                     |                          |                                                                                           |                       |
| 28 | Déclaration de guerre                               | 宣戦布告                 | Sensen fukoku (Une déclaration de guerre)                                                 | 11 octobre 2017       |
| [Roman tome 4] – Kagura a obtenu Hiramekarei, l'épée de Chôjûrô. Alors qu'il souhaite la montrer tout d'abord à Boruto, Shizuma Hoshigaki les interrompt pour essayer de convaincre Kagura de rejoindre le nouveau groupe de Ninjas Spadassins qu'il veut créer. Il essaie de le prendre par les sentiments en lui rappelant une blessure qu'il lui a infligé autrefois. Boruto refuse de laisser son ami entre les griffes de Shizuma et l'affronte mais il se fait rapidement battre et s'évanouit. Kagura finit par accepter la requête de Shizuma pour que Boruto puisse s'échapper. Le jeune garçon se réveille au côté de Sarada et à sa grande surprise, Hachiya qui est prêt à les aider. Tous ensemble, ils décident d'aller sauver Kagura. |                                                     |                          |                                                                                           |                       |
| 29 | Les Sept Épéistes de la brume : Nouvelle Génération | 新・忍刀七人衆！！       | Shin·shinobi gatana shichi ninshū!! (Les sept nouvelles épées ninjas Spadassins !!)       | 18 octobre 2017       |
| [Roman tome 4] – Le groupe des nouveaux Spadassins réussit à s'infiltrer dans la salle où sont conservées les légendaires épées spadassines et chacun s'emparent d'une épée grâce à l'aide de Kagura. Chôjûrô ayant pris connaissance du vol, prend la ferme décision d’exécuter les criminels, même s'il doit également tuer Kagura, son protégé. Boruto et Sarada s'opposent fermement à cette décision, persuadés qu'il les a rejoints par dépit et veulent sauver leur ami. Chôjûrô finit par accepter, à condition de venir avec eux. Shizuma et son groupe, quant à eux déclarent officiellement la révolution sur le monument aux morts de Kiri, mais Boruto, Sarada et le Mizukage arrivent sur les lieux, prêt à en découdre. Après avoir été tous séparés, les combats se précisent : Sarada contre la kunoichi à l'épée foudroyante, « Kiba » et Boruto contre Kagura, qui semble résolu à affronter son ami, avec l'épée « Hiramekarei ». Plus loin, Mitsuki souhaite aller aider son ami, mais c'est sans compter sur la présence de Suigetsu qui le lui interdit, prétextant qu'une « certaine personne » ne souhaite pas qu'il s'en mêle. |                                                     |                          |                                                                                           |                       |
| 30 | Sharingan contre Kiba Raitô, les épées du tonnerre  | 写輪眼ＶＳ雷刀・牙       | Sharingan bāsasu raitō・Kiba (Sharingan vs. les épées de tonnerres・Kiba)                 | 25 octobre 2017       |
| [Roman tome 4] – Sarada se retrouve coincée dans un sous-sol face à Buntan Kurosuki, kunoichi possédant Kiba, l'épée fulgurante. Le combat entre les deux ninjas commence et Sarada montrent ses prouesses avec son Sharingan. Pendant ce temps, Chôjûrô s'occupe des autres épéistes et arrivent à les vaincre. Iwabê arrive sur les lieux et bat un des épéistes également. Boruto lui, veut rentrer avec Kagura, qui refuse catégoriquement et veut le combattre. Suigetsu donne un parchemin à Mitsuki, qui selon lui, sauvera Boruto et les autres. |                                                     |                          |                                                                                           |                       |
| 31 | Boruto et Kagura                                    | ボルトとかぐら           | Boruto to Kagura (Boruto et Kagura)                                                       | 1er novembre 2017     |
| [Roman tome 4] – Boruto affronte Kagura, toujours sous la coupe de Shizuma, jusqu'à ce que Mitsuki fasse son entrée et révèle des informations déroutantes : c'est Shizuma qui, en réalité, exécutait sans vergogne ceux qui n'adhéraient pas à ses idées et non le Mizukage comme il le prétendait. Kagura perd ses repères : il ne sait pas s'il doit suivre celui qui se sert de lui comme d'un pion mais qui l'accepte tel qu'il est ou celui qui lui dit qu'il peut changer et qu'ils seront toujours amis. Après un petit affrontement entre Shizuma, Mitsuki et Boruto, Shizuma perd le contrôle de son épée et se fait entièrement posséder par Samehada. C'est Kagura et Boruto qui lui assènent le coup final avec Hiramekarei qui met un terme à cet affrontement et à la prétendue révolution. |                                                     |                          |                                                                                           |                       |
| 32 | En quête de gâteaux                                 | おみやげクエスト         | Omiyage kuesuto (En quête de cadeau)                                                      | 8 novembre 2017       |
| [Roman tome 4] – Après la tempête qui a secoué le village de Kiri, Boruto et sa classe rentrent au village de Konoha. Boruto s'attendait à voir son ami Kagura, qui n'est pas là, pour lui dire au revoir. De retour chez lui, Boruto retrouve sa mère et sa petite sœur qui sont ravies de le voir, mais Himawari change très vite de tête : Boruto ne lui a pas ramené les spécialités de Kiri qu'il lui avait promis. Boruto se lance alors dans une course effrénée à Konoha en quête d'un cadeau pour sa jeune sœur. Note : Cet épisode clôt l'arc filler « Voyage au village de Kiri ». |                                                     |                          |                                                                                           |                       |
| 33 | La toile aux monstres fantomatiques en péril !      | スランプ！！ 超獣偽画    | Suranpu!! Chōjū giga (Régression !! L'art ninja de la toile aux Monstres Fantomatiques)   | 15 novembre 2017      |
| Inojin pense que devoir dessiner ses Monstres Fantomatiques en plein combat est plus une perte de temps qu'autre chose, il décide alors de faire un dessin et de le photocopier pour avoir des montres déjà prêts à l'usage. Mais une fois à l'entrainement de la formation « Ino-Shika-Chô » sa Toile ne fonctionne plus. Inojin est perdu et s'interroge sur sa passion, du dessin. Note : Cet épisode est un filler indépendant. |                                                     |                          |                                                                                           |                       |
| 34 | Une nuit parsemée d'étoiles                         | 星降る夜                 | Hoshifuruyoru (Nuit étoilée)                                                              | 22 novembre 2017      |
| L'examen des genin approche. Alors que tous les futurs aspirants s'entraînent de leur côté, Boruto est le seul à ne pas prendre cet examen au sérieux. Il déprime car il ne pense qu'à la séparation qui surviendra après leur diplôme. Il finit par avoir une idée : il décide de proposer à toute la bande d'aller faire du camping pour pêcher la « carpe éternelle » en pensant que cela scellera à jamais leur amitié et que cette capture leur laissera un dernier et beau souvenir avant que tous ne se quittent. Note : Cet épisode est un filler indépendant. |                                                     |                          |                                                                                           |                       |
| 35 | Entretien avec le prof !                            | 三者面談…！！            | Sanshamendan…!! (Entretien à trois… !!)                                                   | 29 novembre 2017      |
| [Roman tome 5] – L'examen de fin d'étude est tout proche. Tous les élèves commencent à réfléchir sérieusement à leur orientation après leur diplôme. De son côté, Boruto se rend compte qu'il est le seul à ne pas savoir ce qu'il veut faire après être devenu genin. C'est alors qu'il rencontre le mystérieux Sukea, un journaliste indépendant qui était déjà venu à Konoha, il y a une dizaine d'années. Ce dernier souhaite interviewer les élèves afin de les interroger sur leur choix d'orientation et leurs ambitions pour rédiger un article. Quant à Boruto, il décide de lui apporter son aide, en espérant trouver son orientation. Note : Cet épisode débute l'arc filler mineur « l'examen genin », adapté du roman tome 5. |                                                     |                          |                                                                                           |                       |
| 36 | Début de l'examen de fin d'études !                 | 卒業試験、開始！！       | Sotsugyō shiken, kaishi!! (L'examen de fin d'études commence !!)                          | 6 décembre 2017       |
| [Roman tome 5] – L'examen a enfin débuté. Après la partie écrite, les élèves font face à la partie pratique de l'examen, qui est dirigé par Kakashi, le 6e Hokage. Les élèves doivent lui prendre une clochette pour réussir l'épreuve mais Anko, Konoha-Maru et Shino sont là pour leur faire obstacle. Ils comprennent rapidement qu'il n'y a qu'une seule clochette et donc un seul admis. Alors que Boruto fonce pour directement affronter Kakashi, le combat se complique pour lui. |                                                     |                          |                                                                                           |                       |
| 37 | La Résolution du ninja                              | 忍の覚悟                 | Shinobi no kakugo (La détermination du ninja)                                             | 13 décembre 2017      |
| [Roman tome 5] – Boruto est en mauvaise posture face à Kakashi, qui lui dit que c’est entièrement de sa faute si les élèves de la classe n'ont aucune motivation. Après avoir été sauvé in extremis par Mitsuki, Boruto et les autres se réunissent et décide de mener une attaque en équipe pour prendre la clochette du 6e Hokage. Note : Cet épisode clôture l'arc filler mineur « l'examen genin » du roman tome 5. |                                                     |                          |                                                                                           |                       |
| 38 | Formation des équipes de trois ?                    | スリーマンセル、結成…？  | Surīmanseru, kessei…? (Formation par équipes de trois… ?)                                 | 20 décembre 2017      |
| Toute la classe de Boruto a réussi l'examen, dorénavant, ils sont tous genin. L'heure est donc à la formation des trios pour les missions. Boruto et Sarada se retrouvent ensemble avec Mitsuki, ils décident donc de faire appel pour modifier l'équipe, mais ce qu'ils ne savent pas, c'est que pour ce faire, ils devront passer une épreuve dirigée par Miraï Sarutobi. Note : Cet épisode est un filler indépendant. |                                                     |                          |                                                                                           |                       |
| 39 | Un chemin illuminé par la pleine lune               | 満ちた月が照らす道       | Michita tsuki ga terasu michi (Un chemin au clair de lune)                                | 27 décembre 2017      |
| [Chapitre (Naruto Gaiden : Le Chemin éclairé par la pleine lune)] — Mitsuki se remémore les événements qui l'ont conduit à Konoha, à commencer par sa rencontre avec son parent, Orochimaru et sa mission à la recherche de sa mémoire, volé par le mystérieux Log. Note : Cet épisode spécial adapte le chapitre « Naruto Gaiden : Le Chemin éclairé par la pleine lune ». |                                                     |                          |                                                                                           |                       |
| 40 | Équipe 7, première mission !                        | 第七班・初任務！！       | Dai nana han・hatsu ninmu!! (Équipe 7, première mission !!)                               | 10 janvier 2018       |
| L'équipe 7 se voit confier sa première mission et doivent intervenir pour protéger un village des brigands. Boruto est très confiant et se presse de pouvoir montrer ce qu'il sait faire, mais la mission s'avère plus compliquée que prévu. Note : Cet épisode est un filler avec une intrigue qui se poursuit dans l'épisode suivant. |                                                     |                          |                                                                                           |                       |
| 41 | La Force collective                                 | 結束の力                 | Kessoku no chikara (Le pouvoir de la cohésion)                                            | 17 janvier 2018       |
| L'équipe 7 se voit dans l'obligation de changer son ordre de mission : la priorité est de sauver Kiri, la chef du village, kidnappée par des ninjas déserteurs, c'est l'occasion pour Boruto, Sarada et Mitsuki de montrer leur cohésion de groupe pour la secourir. Note : Cet épisode est un filler avec une intrigue qui se complète avec l'épisode précédent. |                                                     |                          |                                                                                           |                       |
| 42 | Le Travail des ninjas                               | 忍者のお仕事             | Ninja no oshigoto (Le travail d'un ninja)                                                 | 24 janvier 2018       |
| Boruto en a assez des missions sans importances confiées à son équipe. Lorsque Sarada lui annonce que leur équipe est mobilisé pour un braquage de banque, il y voit enfin l'occasion de pouvoir être reconnu. Mais, Boruto se doit de constater que le braqueur n'est autre qu'un chômeur désespéré. Note : Cet épisode est un filler indépendant. |                                                     |                          |                                                                                           |                       |
| 43 | Les nuits blanches surgissent !                     | 白夜団、現る！！         | Byakuya-dan, arawaru!! (L'apparition du gang Byakuya !!)                                  | 31 janvier 2018       |
| Une bande de voleurs connue sous le nom du gang Byakuya commence à voler des matériaux dans les banques de Konoha. Pendant ce temps, Shikadai s'intéresse à jouer au shogi dans le cadre d'un test de Shikamaru et rencontre ainsi un enfant qui le joue aussi. Le lendemain, l'équipe 7 suit un membre de Byakuya à l'extérieur de Konoha mais Boruto perd son intérêt à l'arrêter en apprenant qu'il utilise les articles pour acheter des villageois pauvres et obtenir des ressources importantes. Note : Cet épisode débute l'arc filler mineur « le Gang Byakuya ». |                                                     |                          |                                                                                           |                       |
| 44 | Shikadai hésite                                     | シカダイの迷い           | Shikadai no mayoi (Les doutes de Shikadai)                                                | 7 février 2018        |
| Au cours d'une autre attaque par le gang Byakuya, Metal Lee est blessé. Bien que Boruto soit toujours en conflit avec Byakuya, il sent toujours que leurs méthodes ne sont pas bonnes. Comme les genin ne sont pas autorisés à les combattre, Boruto et ses amis se demandent ce qu'ils peuvent faire. L'un des membres de Byakuya, Ryôgi, révélé comme l'enfant qui s'est lié d'amitié avec Shikadai, est envoyé à Konoha et tous deux jouent à nouveau au shogi. Plus tard, la mère de Shikadai, Temari Nara, tend une embuscade à Ryôgi et fait équipe avec son fils et Boruto, pour les arrêter. Cependant, ils échouent. |                                                     |                          |                                                                                           |                       |
| 45 | Souvenirs d'un jour de neige                        | 雪の日の記憶             | Yuki no hi no kioku (Souvenir d'un jour de neige)                                         | 14 février 2018       |
| Il y a une protestation contre les entreprises de Konohagakure créées par les Byakuyas. Malgré ses doutes, Ryôgi décide qu'elles appartiennent à son groupe. Il se souvient alors de la mort de ses parents, il y a des années et de la façon dont il a attaqué l'assassin en éveillant sa technique de libération de glace. Sauvé par le chef de Byakuya, Gekkô, qui révèle qu'ils sont des ninjas indépendants, Ryôgi les rejoint pour remplir le rôle de son père. Néanmoins, de retour dans le présent, Ryôgi se réunit une fois de plus avec Shikadai pour jouer au Shogi. Après le match, Shikadai prouve que Ryôgi vient du gang Byakuya. Il tente alors de le faire partir du gang Byakuya mais Ryôgi échappe à la revendication de Shikadai qui n'a aucun potentiel pour se battre en tant que ninja. |                                                     |                          |                                                                                           |                       |
| 46 | Opération nuit polaire                              | 決行！！ 極夜作戦        | Kekkō!! Kyokuya sakusen (Allons-y !! Opération stratégique de nuit)                       | 21 février 2018       |
| 47 | Ce que tu veux être                                 | 成りたい駒               | Naritai sugata (Ce que je veux être)                                                      | 28 février 2018       |
| Ryôgi fait face à Boruto et Shikadai, déclarant que bien qu'il soit devenu un voleur, Gekkô a sauvé sa vie dans le passé. Ryôgi essaie d'abord de faire un genjutsu sur Boruto mais Gekkô juge la loyauté de Ryôgi en lui faisant tuer les ninjas de Konohagakure. Boruto et Shikadai essaient de faire face à Ryôgi et à Gekkô, mais Gekkô s'échappe avant de transformer son disciple en berserker avec son genjutsu. Avec l'aide de Boruto, Shikadai calme Ryôgi. Bien qu'ils croient que Gekkô a réussi à s'échapper, Naruto l'atteint et l'arrête, récupérant le parchemin de Katasuke. Ryôgi accepte d'être emprisonné. Note : Cet épisode clôt l'arc filler mineur « le Gang Byakuya ». |                                                     |                          |                                                                                           |                       |
| 48 | Docu sur les aspirants                              | 下忍ドキュメンタリー！！ | Genin dokyumentarī!! (Le documentaire genin !!)                                           | 7 mars 2018           |
| Note : Cet épisode débute une petite série de fillers indépendants, adapté du film Boruto : Naruto, le film ou non,. |                                                     |                          |                                                                                           |                       |
| 49 | Wasabi fait pleurer Namida                          | ワサビでなみだ           | Wasabi de Namida (Wasabi et Namida)                                                       | 14 mars 2018          |
| 50 | Réunion de sélection des candidats                  | 中忍選抜試験推薦会議     | Chūnin senbatsu shiken suisen kaigi (Les recommandations de sélection de l'examen chûnin) | 21 mars 2018          |
| 51 | L'Anniversaire de Boruto                            | ボルトの誕生日           | Boruto no tanjōbi (L'anniversaire de Boruto)                                              | 28 mars 2018          |
| L'équipe 7, Hinata, Himawari et Sakura célèbrent l'anniversaire de Boruto mais il est attristé par l'absence de son père. Boruto rend visite à Katasuke qui réconforte l'adolescent en lui disant qu'il reconnaît ses compétences contrairement à d'autres ninjas qui pensent qu'il a simplement de la chance d'être le fils du Hokage. En rentrant chez elle, Himawari se demande si Naruto viendra à son prochain anniversaire, ce qui amène son grand frère à le promettre. L'équipe 7 se voit confier une mission impliquant des attaques aux voleurs. Naruto apprend alors les emplacements apparents du clan Ôtsutsuki et décide de prendre part à l'un d'entre eux, bien qu'il soit censé être un secret pour l'univers ninja. Avant son départ, Boruto fait promettre à son père qu'il viendra à l'anniversaire de Himawari. L'équipe 7 apprend que la plupart des voleurs ont été tués par une créature « blanche » inconnue. Dans les mines, ils trouvent des cadavres et sont pris en embuscade par la mystérieuse créature, que Konoha-Maru identifie comme étant Zetsu blanc.                                                               |                                                     |                          |                                                                                           |                       |

### Saison 3
Diffusée au Japon, du 4 avril 2018 au 20 septembre 2018 sur TV Tokyo, elle contient 24 épisodes.
| No | Titre français                            | Titre japonais               | Titre japonais                                                     | Date de 1re diffusion |
| No | Titre français                            | Kanji                        | Rōmaji                                                             | Date de 1re diffusion |
| --- | ----------------------------------------- | ---------------------------- | ------------------------------------------------------------------ | --------------------- |
| 52 | L'Ombre de Sasuke                         | サスケの影                   | Sasuke no kage (L'ombre de Sasuke)                                 | 4 avril 2018          |
| L'équipe 7 met au point un plan pour tuer Zetsu Blanc. Une fois vaincu, ils s'enfoncent dans les vestiges de Kaguya Ôtsutsuki et découvrent des multitudes de corps de Zetsu Blanc, brûlés par Amaterasu, la technique que seul le dernier des Uchiwa maîtrise. En parallèle, deux hommes mystérieux s'apprêtent à attaquer Sasuke. Note : Cet épisode clôt la petite série de fillers indépendants. |                                           |                              |                                                                    |                       |
| 53 | L'Anniversaire de Himawari                | ヒマワリの誕生日             | Himawari no tanjōbi (L'anniversaire de Himawari)                   | 11 avril 2018         |
| [Chapitre 1] [Tome 1] – Toneri Ôtsutsuki reçoit la visite d'un étrange visiteur venu le neutraliser. Naruto a manqué à son rôle de père en ne venant pas à l'anniversaire de Himawari. Boruto fait alors la rencontre du grand rival et néanmoins ami de son père : Sasuke Uchiwa. Note : Cet épisode débute l'arc majeur « Ôtsutsuki et l'examen chûnin ». |                                           |                              |                                                                    |                       |
| 54 | Sasuke et Boruto                          | サスケとボルト               | Sasuke to Boruto (Sasuke et Boruto)                                | 18 avril 2018         |
| [Chapitres 1 et 2] [Tome 1] – Sasuke se rend au bureau de Naruto pour lui donner un rouleau qu'il a trouvé dans le château de Kaguya. Il raconte également qu'il est tombé sur deux hommes du clan Ôtsutsuki en s'y rendant : Momoshiki et Kinshiki. Boruto voulant aller voir son père pour lui casser la figure, est empêché par le rival de ce dernier. Le jeune homme lui demande d'être son maître mais Sasuke refuse car le fils de Naruto ne maîtrise pas l'«orbe tourbillonnant». Boruto se rend chez Konoha-Maru pour lui demander de lui enseigner la technique. |                                           |                              |                                                                    |                       |
| 55 | L'Arme scientifique ninja                 | 科学忍具                     | Kagaku ningu (Outil ninja scientifique)                            | 25 avril 2018         |
| [Chapitres 2 et 3] [Tome 1] – À l'approche de l'examen de sélection des moyenne-classe, Boruto demande à Sasuke, son nouveau maître, de lui révéler le point faible de son père. En haut lieu, Naruto, Shikamaru et Kakashi comprennent que la récente activité des Zetsu blancs annonce l'imminence d'un danger. |                                           |                              |                                                                    |                       |
| 56 | Rassemblement de rivaux !                 | ライバル、集結！！           | Raibaru, shūketsu!! (Rivaux, rassemblement !!)                     | 3 mai 2018            |
| [Chapitre 3] [Tome 1] – L’examen de sélection des moyenne-classe réunit à Konoha des équipes venues des cinq grands villages. À l’occasion de cet événement, Boruto s'est juré d'en mettre plein la vue à son père. En cas de besoin, il a même caché dans sa manche l'appareil ninja que Katasuke a inventé. |                                           |                              |                                                                    |                       |
| 57 | Pourquoi on ne peut pas perdre            | 負けられない理由             | Make rarenai riyū (La raison de ne pas être vaincu)                | 10 mai 2018           |
| [Chapitres 3 et 4] [Tome 1 et 2] – Enfin arrivé à Konoha, Gaara révèle à ses homologues Kage qu'il a été attaqué, durant le voyage, par un mystérieux membre du clan Ôtsutsuki. Les aspirants encore en lice commencent la deuxième épreuve de sélection, au terme de laquelle la moitié des équipes seront éliminées. Dans son bureau, Naruto brûle de savoir si Boruto et ses camarades sont qualifiés pour la suite de l'examen. |                                           |                              |                                                                    |                       |
| 58 | Le tournoi commence !                     | トーナメント、開始！！       | Tōnamento, kaishi!! (Tournoi, commencement !!)                     | 17 mai 2018           |
| [Chapitre 4] [Tome 2] – Lors des combats du premier tour, Boruto bat Yurui en utilisant l'artefact ninja. Shikadai, de son côté, bat la kunoichi de Suna, Yodo. Sarada, elle, bat Tarui en 3 secondes. Inojin, lui, perd face à Araya. Mitsuki bat Toroi assez facilement. Le combat entre Shinki et Chôchô est sur le point de commencer... |                                           |                              |                                                                    |                       |
| 59 | Boruto vs Shikadai                        | ボルトＶＳシカダイ           | Boruto bāsasu Shikadai (Boruto vs. Shikadai)                       | 24 mai 2018           |
| [Chapitre 4] [Tome 2] – Malgré tous ses efforts, Chôchô ne fait pas le poids face à Shinki et perd le combat. Lors de la première demi-finale, Boruto bat Shikadai en utilisant, une nouvelle fois, le ninja gun. |                                           |                              |                                                                    |                       |
| 60 | Konoha vs Suna                            | 木ノ葉隠れＶＳ砂隠れ         | Konohagakure bāsasu Sunagakure (Konoha vs. Suna)                   | 31 mai 2018           |
| Sarada affronte Araya, qu'Inojin n'a pas réussi à battre. Durant le combat, elle se rend compte que son adversaire n'est qu'une marionnette et que le marionnettiste se cache aux alentours du stade. Elle finit par le débusquer et remporte le combat en incinérant sa marionnette. Shinki doit faire face à Mitsuki et bien que mis en difficulté durant le combat par ce dernier, il finit par l'emporter par abandon de son adversaire. Note : Cet épisode est un filler indépendant. |                                           |                              |                                                                    |                       |
| 61 | Shinki, le manieur de limaille            | 砂鉄使い・シンキ             | Satetsu tsukai・Shinki (L'utilisateur du sable de fer・Shinki)     | 7 juin 2018           |
| [Chapitres 4 et 5] [Tome 2] – La finale du tournoi oppose Boruto, Sarada et Shinki. Le duo de l'équipe 7 s'allie pour combattre le fils adoptif de Gaara, mais ce dernier neutralise la jeune Uchiwa sans difficulté et l'élimine du combat, ce qui laisse le fils de Naruto seul face à lui. Pour battre son adversaire, Boruto utilise d'abord son Boruto Stream avant d'activer la technique Flash violet de Kakashi avec l'aide d'un mini-parchemin du ninja gun. Naruto s'aperçoit et se rend compte que son fils a triché depuis le début. Il révèle alors au public avoir interdit l'usage de l'artefact ninja durant l'examen, et en conséquence, il prend la décision de disqualifier son propre enfant, qui se fait conspuer, pour usage d'une arme prohibée et lui retire son bandeau frontal. Juste après, Katasuke fait la promotion de son produit auprès du public et révèle également avoir manipulé le jeune ninja. C'est à ce moment-là que le duo des Ôtsutsuki passe à l'action...                                                                   |                                           |                              |                                                                    |                       |
| 62 | Les Ôtsutsuki attaquent !                 | 大筒木、襲来！！             | Ōtsutsuki, shūrai!! (Ôtsutsuki, invasion !!)                       | 14 juin 2018          |
| [Chapitres 5 et 6] [Tome 2] – Les deux membres du clan Ôtsutsuki, Momoshiki et Kinshiki, profitent de cette occasion pour attaquer Konoha et récupérer le fruit du chakra, autrement dit la puissance de Kyûbi enfermée en Naruto. Momoshiki absorbe les techniques ninjas lancés par Boruto à son encontre. Les autres ninjas du village font tout ce qui est en leur pouvoir pour protéger les habitants, aidés des Kage. Après avoir avalé des pilules, Momoshiki retourne les techniques ninja de Boruto, ainsi que l'orbe des démons de Killer Bee contre Naruto et Sasuke. Naruto utilise le chakra de Kurama, absorbe les attaques lancées par Momoshiki, mais se fait kidnapper par les ennemis. |                                           |                              |                                                                    |                       |
| 63 | L'Atout de Sasuke                         | サスケの切り札               | Sasuke no kirifuda (L'atout de Sasuke)                             | 28 juin 2018          |
| [Chapitre 6] [Tome 2] – Boruto se retrouve hospitalisé, tout comme sa mère Hinata, gravement blessée pour avoir tenté d'empêcher Kinshiki et Momoshiki d'enlever Naruto. Se sentant coupable de la capture de son père, Boruto s'isole au bureau du Hokage, rejoint par Sasuke qui tente de le réconforter. Ce dernier décide de lui rendre sa dignité en lui donnant son bandeau frontal rayé, et l'emmène, accompagné des quatre autres Kage, dans la dimension des Ôtsutsuki pour délivrer Naruto. |                                           |                              |                                                                    |                       |
| 64 | Ramener Naruto !                          | ナルト、奪還！！             | Naruto, dakkan!! (Naruto, récupération !!)                         | 5 juillet 2018        |
| [Chapitre 7] [Tome 2] – Naruto, emprisonné sur l'Arbre Divin, se fait retirer le fruit du chakra par les deux membres du clan Ôtsutsuki qui ont attaqué Konoha. Il s'accable de reproche par rapport au comportement de son fils, se sentant responsable de tout ce qui lui arrive. Il sera ensuite libéré par son fils, Boruto, puis récupéré par Sasuke. Pendant que ce dernier et les quatre autres Kage affrontent leurs adversaires, le père et le fils ont une longue discussion et finissent par se réconcilier. Chôjûrô et Kurotsuchi neutralisent Kinshiki, mais Momoshiki, en difficulté face à six ninjas, dévore le chakra de son partenaire et subit une étonnante transformation. |                                           |                              |                                                                    |                       |
| 65 | Père et Fils                              | 父と子                       | Chichi to ko (Père et fils)                                        | 19 juillet 2018       |
| [Chapitres 8, 9 et 10] [Tome 3] – Momoshiki est devenu plus fort que jamais depuis qu'il a dévoré le chakra de son partenaire Kinshiki. Il donne particulièrement du fil à retordre à Naruto et Sasuke lorsqu'il les affronte individuellement. Mais les deux amis font équipe, puis prennent l'avantage sur leur adversaire. Katasuke débarque avec son ninja gun pour mettre son invention sur le devant de la scène, utilise des jutsus sur Momoshiki, mais ce dernier les absorbe, renforçant son pouvoir. Naruto, Sasuke et les quatre Kage se retrouvent immobilisés par la «Manipulation des ombres» de Shikamaru, que Momoshiki avait absorbé auparavant. Boruto utilise alors son «Orbe tourbillonnant furtif» pour libérer ses camarades. Grâce à l'aide du chakra de son père, Boruto créé un «Orbe tourbillonnant géant» puis, grâce à la diversion de son maître, met Momoshiki hors d'état de nuire. Mais cette victoire n'est pas sans conséquence : en effet, une étrange marque noire en forme de losange apparaît sur la main droite du jeune ninja... |                                           |                              |                                                                    |                       |
| 66 | Mon histoire !                            | オレの物語…！！              | Ore no monogatari…!! (Mon histoire… !!)                            | 26 juillet 2018       |
| [Chapitres 10 et 11] [Tome 3] – Boruto, Naruto, Sasuke et les Kage rentrent à Konoha sains et saufs, au grand soulagement de leurs familles. Le village est en pleine reconstruction, à la suite de l'attaque des Ôtsutsuki. Le fils de Naruto s'excuse auprès de Shinki, ainsi qu'auprès de Shikadai pour avoir triché à l'examen, avec qui il se réconcilie et retrouve leur vieille complicité. Plus tard, la famille Uzumaki fête les anniversaires des enfants en retard. Le lendemain, Boruto et Naruto partent chacun de leurs côtés, mais ont une relation père-fils plus chaleureuse et complice. Note : Cet épisode clôt l'arc majeur « Ôtsutsuki et l'examen chûnin ». |                                           |                              |                                                                    |                       |
| 67 | Le Super Mode Papillon de Chôchô !        | 超チョウチョウ蝶モード！！   | Chō Chōchō chō mōdo!! (Super Chôchô mode papillon !!)              | 2 août 2018           |
| L'équipe 7 et 10 sont chargés de protégés un couple d'acteurs, menacé par un individu mystérieux. Note : Cet épisode débute l'arc filler mineur « Chôchô ». |                                           |                              |                                                                    |                       |
| 68 | Le Super Mode Baiser de Chôchô !          | 超チョウチョウキスモード！！ | Chō Chōchō kisu mōdo!! (Super Chôchô mode baiser !!)               | 9 août 2018           |
| À la suite du départ de l'actrice, Chôchô est choisi pour la remplacer. |                                           |                              |                                                                    |                       |
| 69 | Les Amours super tumultueuses de Chôchô ! | 超チョウチョウ恋騒動！！     | Chō Chōchō koi sōdō!! (Super Chôchô amour bouleversé !!)           | 16 août 2018          |
| La menace est neutralisée et Chôchô réalise que son coup de cœur a peut-être été trop rapide. Note : Cet épisode clôt l'arc filler mineur « Chôchô ». |                                           |                              |                                                                    |                       |
| 70 | Au-delà du stress                         | 緊張の向こう側               | Kinchō no mukō-gawa (Au-delà du stress)                            | 23 août 2018          |
| Note : Cet épisode est un filler indépendant,. |                                           |                              |                                                                    |                       |
| 71 | La Pierre la plus dure du monde           | 世界で一番固い石             | Sekai de ichiban katai ishi (La pierre la plus dure du monde)      | 30 août 2018          |
| Naruto assiste au conseil des Cinq Kage. Boruto réfléchi à la devinette que son père lui a soumise : « Quelle est la pierre la plus dure du monde ? ». Avec Mitsuki et Sarada, ils rencontrent soudain le vieil Ônoki, qui est en train « d'éviter » le conseil des Cinq Kage. Note : Cet épisode débute l'arc filler « La Disparition de Mitsuki ». |                                           |                              |                                                                    |                       |
| 72 | La Volonté de Mitsuki                     | ミツキの意志                 | Mitsuki no ishi (La volonté de Mitsuki)                            | 6 septembre 2018      |
| À la suite du conseil des Kage, deux gardiens de la porte principale du village de Konoha sont attaqués par de mystérieux assaillants. Après s'être rendu compte que Mitsuki a disparu, Boruto et Sarada décident d'aller épier Naruto et son entourage. |                                           |                              |                                                                    |                       |
| 73 | La Face cachée de la Lune                 | 月の裏側                     | Tsuki no uragawa (L'autre face de la lune)                         | 13 septembre 2018     |
| Naruto et Shikamaru commencent à organiser les recherches pour retrouver Mitsuki. Boruto et Sarada, quant à eux, arrivent déjà au laboratoire d'Orochimaru, où ils comptent faire examiner le serpent de leur ami disparu. |                                           |                              |                                                                    |                       |
| 74 | Bataille contre Ino-Shika-Chô !           | 敵は猪鹿蝶…！！              | Teki wa Ino–Shika–Chō…!! (L'ennemi est Ino-Shika-Chô… !!)          | 20 septembre 2018     |
| L'équipe 10, nommée également Ino-Shika-Chô, accompagnée de Moegi, est chargée de stopper Boruto et Sarada. Lorsqu'ils se retrouvent face-à-face, les amis sont obligés de s'affronter mais dans une moindre mesure. |                                           |                              |                                                                    |                       |
| 75 | Les Épreuves de la grotte de Ryûchi       | 龍地洞の試練                 | Ryūchidō no shiren (Les épreuves de la grotte terrestre du dragon) | 20 septembre 2018     |

### Saison 4
Diffusée au Japon, du 7 octobre 2018 au 31 mars 2019 sur TV Tokyo, elle contient 25 épisodes.
| No | Titre français                     | Titre japonais              | Titre japonais                                                               | Date de 1re diffusion |
| No | Titre français                     | Kanji                       | Rōmaji                                                                       | Date de 1re diffusion |
| --- | ---------------------------------- | --------------------------- | ---------------------------------------------------------------------------- | --------------------- |
| 76 | L'Écaille à rapporter              | 逆鱗に触れろ                | Gekirin ni furero (Encourir la colère de son supérieur)                      | 7 octobre 2018        |
| 77 | La Furieuse Attaque de Garaga !    | 強敵、ガラガの猛攻！！      | Kyōteki, Garaga no mōkō!! (Ennemi redoutable, l'attaque féroce de Garaga !!) | 14 octobre 2018       |
| 78 | Intentions croisées                | それぞれの思惑              | Sorezore no omowaku (Les intentions de chacun)                               | 21 octobre 2018       |
| 79 | Retrouvailles avec Mitsuki !       | 再会、ミツキ…！！           | Saikai, Mitsuki…!! (Retrouvailles, Mitsuki… !!)                              | 28 octobre 2018       |
| 80 | L'Ami de Mitsuki                   | ミツキのトモダチ            | Mitsuki no tomodachi (L'ami de Mitsuki)                                      | 4 novembre 2018       |
| 81 | Le Souhait de Boruto               | ボルトの願い                | Boruto no negai (Le souhait de Boruto)                                       | 11 novembre 2018      |
| 82 | Infiltration à Iwa !               | 潜入！！ 岩隠れの里         | Sen'nyū!! Iwagakure no sato (Infiltration !! Village d'Iwa)                  | 18 novembre 2018      |
| 83 | Le Bien selon Ônoki                | オオノキの正義              | Ōnoki no seigi (La justice d'Ônoki)                                          | 25 novembre 2018      |
| 84 | Les Aspirations d'Ônoki et de Kû   | オオノキの思い、空の思い    | Ōnoki no omoi, Kū no omoi (Les pensées d'Ônoki, les pensées de Kû)           | 2 décembre 2018       |
| 85 | La Pierre du cœur                  | 心の石                      | Kokoro no ishi (Cœur de pierre)                                              | 9 décembre 2018       |
| 86 | La Volonté de Kozuchi              | コヅチの意志                | Kozuchi no ishi (La volonté de Kozuchi)                                      | 16 décembre 2018      |
| 87 | La Sensation de vivre              | 生きている実感              | Ikiteiru jikkan (Se sentir vivant)                                           | 23 décembre 2018      |
| 88 | Le Choc face à Kokuyô !            | 激突、コクヨウ！！          | Gekitotsu, Kokuyō!! (Choc, Kokuyō !!)                                        | 6 janvier 2019        |
| 89 | L'Envie d'aller jusqu'au bout      | 貫く心                      | Tsuranuku kokoro (Cœur persistant)                                           | 13 janvier 2019       |
| 90 | Mitsuki et Sekiei                  | ミツキとセキエイ            | Mitsuki to Sekiei (Mitsuki et Sekiei)                                        | 20 janvier 2019       |
| 91 | La Volonté d'Ônoki                 | オオノキの意志              | Ōnoki no ishi (La volonté d'Ônoki)                                           | 27 janvier 2019       |
| 92 | Un nouveau quotidien               | 新しい日常                  | Atarashī nichijō (Un nouveau quotidien)                                      | 3 février 2019        |
| Les Genin des équipes 7 et 10 de Konoha sont rapatriés au village en train (seul Mitsuki est appréhendé, accompagné de Saï et Konohamaru). De leur côté, les Kage assistent aux obsèques d'Ôonoki, suivis des villageois et ninjas du village d'Iwa. Hinata et Sakura sont soulagées de retrouver leurs enfants sains et saufs. Le lendemain, à la suite de leur sortie du village non autorisée, Boruto et Sarada se voient retirer leurs bandeaux frontaux et leurs statues de Genin jusqu'à nouvel ordre. De son côté, Mitsuki est interrogé par l'ancien ninja de l'ANBU. Dans son esprit, Boruto doit dire au revoir à Garaga, car le contrat d'invocation entre les deux est terminé. Aidé de Sarada, il part à la recherche de Mitsuki dans le village et finit par le retrouver. L'équipe 7 se reconstitue et passe du bon temps ensemble, jusqu'à ce que le fils de Naruto pleure la mort du 3e Tsuchikage. Après le passage de Kurosutchi qui a exprimé sa gratitude et sa reconnaissance aux Genin du village, Naruto décide de pardonner à l'équipe 7, leur rend leurs bandeaux et leurs statuts de Genin. Note : Cet épisode clôt l'arc filler « La Disparition de Mitsuki ». |                                    |                             |                                                                              |                       |
| 93 | La Fête de la famille              | 親子の日                    | Oyako no hi (Journée parent et enfant)                                       | 10 février 2019       |
| [Roman Naruto, nouvelle histoire : Journée parent et enfant - chapitre 1] - Note : Cet épisode débute l'arc filler « Naruto, nouvelle histoire : Journée parent et enfant » adapté du roman du même nom. |                                    |                             |                                                                              |                       |
| 94 | Le Concours des plus gros mangeurs | てんこ盛り！！ 大食いバトル | Tenkomori!! Ōgui batoru (Amas de nourriture !! Bataille de glouton)          | 17 février 2019       |
| [Roman Naruto, nouvelle histoire : Journée parent et enfant - chapitre 3] - |                                    |                             |                                                                              |                       |
| 95 | Opération père et fille            | 娘とイチャイチャ大作戦      | Musume to Icha Icha dai sakusen (Fille et grande stratégie de drague)        | 24 février 2019       |
| [Roman Naruto, nouvelle histoire : Journée parent et enfant - chapitre 4] - Sasuke rentre de mission au village et croise Boruto, qui lui explique que l'événement d'aujourd'hui est une journée parent-enfant. Le fils de Naruto lui indique où se trouve Sarada, et il va la retrouver pour l'emmener à la fête afin de passer du temps avec sa fille. Malheureusement, il s'y prend de manière maladroite et la jeune Uchiwa se désintéresse de lui. Il croise ensuite Kakashi qui lui donne des conseils et essaie de les appliquer, mais cela ne fonctionne pas. Boruto retrouve Sarada et l'invite à faire des efforts vis-à-vis de son père. Sasuke réprimande son ancien maître, puis tombe sur sa femme, Sakura, qui lui conseille de rester lui-même. Père et fille passent finalement un bon moment lors d'un entraînement, et Sarada remercie Boruto pour ses conseils. De son côté, ce dernier demande à Naruto de s'entraîner avec lui pendant la soirée, après avoir passé la journée avec Himawari, et le 7e Hokage accepte. Note : Cet épisode clôt l'arc filler « Naruto, nouvelle histoire : Journée parent et enfant » adapté du roman du même nom.                    |                                    |                             |                                                                              |                       |
| 96 | Du sang, de la sueur et Namida     | 血と汗となみだ              | Chi to ase to Namida (Sang et sueur et Namida)                               | 3 mars 2019           |
| Note : Cet épisode est un filler indépendant,. |                                    |                             |                                                                              |                       |
| 97 | La Décision de Shikadai            | シカダイの決断              | Shikadai no ketsudan (La décision de Shikadai)                               | 10 mars 2019          |
| Note : Cet épisode est un filler indépendant,. |                                    |                             |                                                                              |                       |
| 98 | La Forêt maudite                   | 呪われた森                  | Norowareta mori (La forêt maudite)                                           | 17 mars 2019          |
| Note : Cet épisode débute l'arc filler « Jûgo ». |                                    |                             |                                                                              |                       |
| 99 | Jûgo et la Marque maudite          | 重吾と呪印                  | Jūgo to juin (Jûgo et le sceau maudit)                                       | 24 mars 2019          |
| 100 | La Voie tracée                     | 決められた道                | Kimerareta michi (Le chemin decidé)                                          | 31 mars 2019          |

### Saison 5
Diffusée au Japon, du 7 avril 2019 au 29 septembre 2019 sur TV Tokyo, elle contient 26 épisodes.
| No | Titre français                                      | Titre japonais               | Titre japonais                                                                                                 | Date de 1re diffusion |
| No | Titre français                                      | Kanji                        | Rōmaji | Date de 1re diffusion |
| --- | --------------------------------------------------- | ---------------------------- | --- | --------------------- |
| 101 | Les Renforts de Jûgo                                | 重吾の援軍                   | Jūgo no engun (Les renforts de Jûgo)                                                                           | 7 avril 2019          |
| 102 | Du chaos dans la bataille !                         | 乱戦！！                     | Ransen!! (Mêlée !!)                                                                                            | 14 avril 2019         |
| 103 | Période de migration                                | 渡りの季節                   | Watari no kisetsu (Saison de migration)                                                                        | 21 avril 2019         |
| Note : Cet épisode clôt l'arc filler « Jûgo ». |                                                     |                              | |                       |
| 104 | Un petit pensionnaire                               | 小さな同居人                 | Chīsana dōkyonin (Un petit colocataire)                                                                        | 28 avril 2019         |
| L'équipe 7, qui épaule le département de police de Konoha, est à la poursuite de Mizumi, un voleur de bijoux, mais celui-ci a réussi à leur échapper. Les policiers interpellent des ivrognes (dont l'un d'eux est le suspect), mais les trois jeunes ninjas tombent sur un chaton qui a perdu sa mère. Boruto et Sarada ne pouvant pas adopter l'animal, Mitsuki décide de s'en occuper et l'amène chez lui. Le lendemain, les quatre hommes sont relâchés par manque de preuve. L'équipe 7 mange ensemble au Éclair Burger. Le fils d'Orochimaru veut commander un burger pour le chaton, mais ses deux camarades le lui déconseillent. Il se rend dans une animalerie pour acheter une gamelle, de la nourriture pour chat, la litière, un collier et une cage de transport, mais en rentrant chez lui, il découvre que le chaton s'est caché sous son oreiller. Il lui donne ensuite un nom : Mikasuki. Quelques jours plus tard, l'animal ne se sent pas bien. Alors que Mitsuki se renseigne pour aller chez un vétérinaire, Mizumi capture le chaton pour lui reprendre le bijou qu'il lui a fait avaler. Ayant compris que Mizumi a fait avaler le joyau au chaton, la police de Konoha l'appréhende. Avec l'aide de ses équipiers, Mitsuki récupère la petite bête et l'emmène voir le vétérinaire. Grâce à lui, le bijou a été extrait de son corps juste à temps et il pourra regambader dès le lendemain. Le jour même, alors qu'ils sont tous deux dehors, la mère du chaton revient récupérer son petit, qui la suit. Cependant, Mikasuki vient souvent rendre visite à son ancien maître. Note : Cet épisode est un filler avec une intrigue qui se poursuit dans l'épisode suivant. |                                                     |                              | |                       |
| 105 | Les Plaies du cœur                                  | 心の傷口                     | Kokoro no kizuguchi (Les plaies du cœur)                                                                       | 5 mai 2019            |
| Note : Cet épisode est un filler avec une intrigue qui se complète avec l'épisode précédent. |                                                     |                              | |                       |
| 106 | Chroniques vaporeuses : Mission de rang S !         | 湯煙忍法帖・Sランク任務！！  | Yukemuri ninpōchō・esu ranku ninmu!! (Les parchemins ninja de vapeur : Mission de rang S !!)                   | 12 mai 2019           |
| [Chapitre 700, page 9 de Naruto + chapitre 1 du roman Konoha, nouvelle histoire : Les Parchemins ninja de vapeur] - Note : Cet épisode débute l'arc filler « Konoha, nouvelle histoire : Les Parchemins ninja de vapeur » adapté du roman du même nom. |                                                     |                              | |                       |
| 107 | Chroniques vaporeuses : Chiens contre chats !       | 湯煙忍法帖・犬猫戦争！！     | Yukemuri ninpōchō・inuneko sensō!! (Les parchemins ninja de vapeur : La guerre chien et chat !!)               | 19 mai 2019           |
| [Roman Konoha, nouvelle histoire : Les Parchemins ninja de vapeur - chapitre 2] - Gaï, Kakashi et Mirai arrivent dans un village, où deux clans sont séparés par une ligne de démarquation : le clan des Chiens, dont Kiba est le chef, et le clan des Chats, dirigé par Tamaki, la compagne du premier. Le couple se dispute sans cesse à cause d'un désaccord sur le choix du Onsen et un vote. La fille d'Asuma et Kurenai compte bien tout faire pour réconcilier les deux parties. Elle a une discussion avec la dresseuse de chats, qui lui explique qu'elle voulait passer un week-end en amoureux avec Kiba, pour qu'il puisse se détendre davantage, à la suite de son stressant travail au département de police de Konoha. Mirai croit bien faire en écrivant une lettre d'excuse écrite par elle-même, en faisant croire que c'est le dresseur de chiens qui l'a écrite, mais cela n'a fait qu'envenimer les choses. Alors que les deux clans se livrent une guerre, elle fait apparaitre Matoutou, le troisième Dieu du village qui demande que les conflits cessent, et grâce à Gaï qui détruit le mur séparant les deux frontières, les deux clans se réconcilient, tout comme Kiba et Tamaki. |                                                     |                              | |                       |
| 108 | Chroniques vaporeuses : L'Auberge hantée !          | 湯煙忍法帖・幽霊旅館！！     | Yukemuri ninpōchō・yūrei ryokan!! (Les parchemins ninja de vapeur : Le fantôme de l'auberge !!)                | 26 mai 2019           |
| [Roman Konoha, nouvelle histoire : Les Parchemins ninja de vapeur - chapitre 3] - |                                                     |                              | |                       |
| 109 | Chroniques vaporeuses : Les Chips et le Rocher !    | 湯煙忍法帖・ポテチと大岩！！ | Yukemuri ninpōchō・potechi to ō iwa!! (Les parchemins ninja de vapeur : Chips et grand rocher !!)              | 2 juin 2019           |
| [Roman Konoha, nouvelle histoire : Les Parchemins ninja de vapeur - chapitre 4] - |                                                     |                              | |                       |
| 110 | Chroniques vaporeuses : Les Eaux de la résurrection | 湯煙忍法帖・蘇り温泉！！     | Yukemuri ninpōchō・yomigaeri onsen!! (Les parchemins ninja de vapeur : Les sources chaudes de résurrection !!) | 9 juin 2019           |
| [Roman Konoha, nouvelle histoire : Les Parchemins ninja de vapeur - chapitre 5] - |                                                     |                              | |                       |
| 111 | Chroniques vaporeuses : La Réponse de Mirai         | 湯煙忍法帖・ミライの玉！！   | Yukemuri ninpōchō・Mirai no gyoku!! (Les parchemins ninja de vapeur : Le roi de Mirai !!)                      | 16 juin 2019          |
| [Roman Konoha, nouvelle histoire : Les Parchemins ninja de vapeur - chapitre 5] - Note : Cet épisode clôt l'arc filler « Konoha, nouvelle histoire : Les Parchemins ninja de vapeur » adapté du roman du même nom. |                                                     |                              | |                       |
| 112 | Un promu à désigner                                 | 中忍昇格首脳会議             | Chūnin shōkaku shunō kaigi (Réunion des dirigeants à la promotion chûnin)                                      | 23 juin 2019          |
| Note : Cet épisode est un filler avec une intrigue qui se poursuit dans l'épisode suivant. |                                                     |                              | |                       |
| 113 | L'Étoffe d'un chef                                  | 隊長の素質                   | Taichō no soshitsu (Les prédispositions d'un commandant)                                                       | 30 juin 2019          |
| Note : Cet épisode est un filler avec une intrigue qui se complète avec l'épisode précédent. |                                                     |                              | |                       |
| 114 | La Guerre par procuration de Gemaki !               | ゲマキ代理戦争！！           | Gemaki dairi sensō!! (La guerre par procuration de Gemaki !!)                                                  | 7 juillet 2019        |
| Note : Cet épisode est un filler indépendant,. |                                                     |                              | |                       |
| 115 | L'Équipe 25                                         | 第二十五班                   | Dainijūgo han (La vingt-cinquième équipe)                                                                      | 14 juillet 2019       |
| Note : Cet épisode est un filler indépendant,. |                                                     |                              | |                       |
| 116 | Konoha-Maru et Lemon                                | 木ノ葉丸とレモン             | Konohamaru to Remon (Konohamaru et Remon)                                                                      | 21 juillet 2019       |
| Chôchô et Sarada emmènent Boruto voir un film romano-dramatique au cinéma, sauf que le fils de Naruto n'est pas convaincu par la fin du film. Alors que Konohamaru et lui se promènent au village, ils font la rencontre d'une jeune femme, poursuivie par des hommes. Le premier la sauve d'une glissade, et celle-ci la remercie et se présente : Lemon Yoïmura. Accompagnée de ses deux nouveaux gêoliers, elle visite Konoha et découvre de nouvelles saveurs culinaires. Plus tard, les mêmes hommes viennent la chercher pour la ramener au château, et elle accepte de les suivre. Le lendemain, Konohamaru et Boruto se rendent chez elle pour lui rendre son mouchoir, mais cette dernière se comporte de manière différente... Note : Cet épisode débute l'arc filler « Lemon ». |                                                     |                              | |                       |
| 117 | Le Secret de Lemon                                  | レモンの秘密                 | Remon no himitsu (Le secret de Remon)                                                                          | 28 juillet 2019       |
| Boruto et Konohamaru font ensuite la rencontre de Kankitsu Akitsuki, le fiancé et futur mari de Lemon. Le jõnin s'aperçoit que quelque chose ne va pas avec la jeune femme, car cette dernière paraît malheureuse et soumise. Alors qu'ils rentrent à Konoha, ils croisent une petite fille qui a perdu son chemin. Ils la ramènent à Daï-Daï, le village où se trouve le manoir de Lemon. Étrangement, l'enfant ne se souvenait plus du trajet pour rentrer. Lemon est séquestrée dans une nouvelle chambre, protégée par des gardes du corps. Les deux ninjas de Konoha réussissent à l'approcher et cette dernière leur raconte l'histoire d'un monstre appelé Soma, une créature qui dévore la mémoire des gens, ainsi que de son passé avec Kankitsu. Ils tombent ensuite sur Asaki, qui sollicite leur aide afin d'enquêter sur les agissements du futur époux de Lemon. Le lendemain, Kankitsu efface la mémoire de la servante de Lemon avec le pouvoir de Soma, alors que celle-ci devait retrouver Boruto et Konohamaru. |                                                     |                              | |                       |
| 118 | Le Dévoreur de mémoire                              | 記憶を喰らうモノ             | Kioku o kurau mono (Le dévoreur de souvenirs)                                                                  | 4 août 2019           |
| Konohamaru suit discrètement Kankitsu vers un tunnel, mais ce dernier se rend compte de sa présence et demande à ses gardes du corps de le reconduire à la frontière du village. Boruto tombe enfin sur Asaki, sauf que la servante ne reconnait pas le jeune ninja et lui conseille de partir. Celle-ci s'aperçoit que le futur époux de Lemon possède l'épingle à cheveux de la jeune femme et le suit également de manière discrète, suivi par le fils de Naruto. Le premier essaie de détruire l'objet, mais la seconde l'en empêche, puis est sauvée par Boruto, qui se rend compte que Kankitsu est possédé par Soma. Asaki est victime du maléfice de perte de mémoire, tout comme le jeune ninja. Ce dernier réussit à s'échapper, mais tombe dans une rivière. Rentré à Konoha, Konohamaru est assigné à résidence jusqu'à nouvel ordre, car il a agi sans prévenir, une lettre de réclamation a été déposée au village et Kankitsu a envoyé une plainte circonstancielle. Boruto réussit à rentrer chez lui, mais a aussi des pertes de mémoire, sans se rendre compte qu'il a l'épingle à cheveux de Lemon en sa possession. Au fur et à mesure, le jeune garçon recouvre la mémoire de lui-même et rejoint Konohamaru pour lui apprendre que Kankitsu est le voleur de mémoires. |                                                     |                              | |                       |
| 119 | Le Nindô de Konoha-Maru                             | 木ノ葉丸の忍道               | Konohamaru no nindō (Le nindô de Konohamaru)                                                                   | 11 août 2019          |
| La cérémonie de mariage entre Kankitsu et Lemon ne se passe pas du tout comme prévu, car le premier tranche seul les bois, empêchant ainsi Soma d'être scellé et libérant la créature par la même occasion, ce qui le libère également de son emprise. Boruto et Konohamaru font évacuer les habitants de la grotte, tout comme les deux futurs mariés. Kankitsu redevient lui-même et s'en veut d'avoir libéré le monstre. Konohamaru se rend compte que cette chose a peur de l'épingle à cheveux de la jeune femme, qui décide de sceller Soma dans son corps. Seulement, le risque est que tous les souvenirs seront dévorés à jamais. Le jõnin essaie de sceller le monstre avec un sceau créé par son invocation, mais cela ne fonctionne pas. Lemon scelle Soma en elle et elle commence à perdre la mémoire, mais Konohamaru coupe les deux cornes sur la tête de la jeune femme. Malheureusement, Lemon ne se souvient ni d'elle-même, ni des autres, mais Kankitsu est là pour l'aider à recouvrer la mémoire. Note : Cet épisode clôt l'arc filler « Lemon ». |                                                     |                              | |                       |
| 120 | À la recherche de Sasuke                            | サスケを目指して             | Sasuke o mezashite (Se diriger vers Sasuke)                                                                    | 18 août 2019          |
| Note : Cet épisode débute l'arc filler « L'Escorte d'Ichibi ». |                                                     |                              | |                       |
| 121 | Mission de confiance : Protéger Ichibi !            | 一尾を守れ！！ 託された任務  | Ichibi o mamore!! Takusareta ninmu (Protéger Ichibi !! La mission confiée)                                     | 25 août 2019          |
| 122 | Bataille de marionnettes                            | 傀儡バトル！！               | Kugutsu batoru!! (Bataille de marionnette !!)                                                                  | 1er septembre 2019    |
| 123 | Le Retour d'Urashiki                                | ウラシキ、復活               | Urashiki, fukkatsu (Urashiki, résurrection)                                                                    | 8 septembre 2019      |
| 124 | L'Heure de la décision                              | 決断の時                     | Ketsudan no toki (Le moment des décisions)                                                                     | 15 septembre 2019     |
| 125 | Boruto et Shinki                                    | ボルトとシンキ               | Boruto to Shinki (Boruto et Shinki)                                                                            | 22 septembre 2019     |
| 126 | Le Stratagème de Shukaku                            | 守鶴の企み                   | Shukaku no takurami (Le plan de Shukaku)                                                                       | 29 septembre 2019     |
| Note : Cet épisode clôt l'arc filler « L'Escorte d'Ichibi ». |                                                     |                              | |                       |

### Saison 6
Diffusée au Japon, du 6 octobre 2019 au 29 mars 2020 sur TV Tokyo, elle contient 24 épisodes.
| No | Titre français                                     | Titre japonais           | Titre japonais | Date de 1re diffusion |
| No | Titre français                                     | Kanji                    | Rōmaji | Date de 1re diffusion |
| --- | -------------------------------------------------- | ------------------------ | --- | --------------------- |
| 127 | Tactiques de batifolage                            | イチャイチャタクティクス | Icha Icha Takutikusu (Tactiques de drague)                                                                          | 6 octobre 2019        |
| Note : Cet épisode débute l'arc filler « Glissement de temps » célébrant les 20 ans de Naruto. |                                                    |                          | |                       |
| 128 | L'Objectif d'Urashiki                              | ウラシキの狙い           | Urashiki no nerai (La cible d'Urashiki)                                                                             | 13 octobre 2019       |
| 129 | Le Village caché de Konoha                         | 木ノ葉隠れの里           | Konohagakure no sato (Le village de Konoha)                                                                         | 20 octobre 2019       |
| Connaissants désormais les intentions d'Urashiki, Boruto et Sasuke ont voyagé dans le temps et atterri à l'époque où Naruto avait le même âge que le jeune ninja. Ils tombent d'abord sur Sakura, puis par pure coïncidence, sur Jiraya et lui, mais se font passer pour des saltimbanques sans dévoiler leurs véritables identités auprès de Tsunade, la 5e Hokage. L'élève du Sannin se voit contraint de surveiller son futur fils et l'héberge chez lui. |                                                    |                          | |                       |
| 130 | Rassemblement des aspirants !                      | 集まれ、下忍！！         | Atsumare, genin!! (Rassemblement, genin !!)                                                                         | 27 octobre 2019       |
| Le lendemain, Naruto fait visiter le village à son futur fils, mais croisent Konoha-Maru. Tous les trois dévoilent leurs Sexy jutsu, mais Sakura passe un savon à son coéquipier. Boruto rencontre ensuite sa mère du même âge, ainsi que les autres Genin du village qu'il connait déjà et son oncle Neji. Les aspirants sont chargés, par la 5e Hokage, de nettoyer les bains publics à cause des bévues causées par Jiraya et son élève. Tout se passe bien du côté des Kunoichi, mais chez les garçons, c'est un véritable bazar et ils se font réprimander par le propriétaire. Il apprend ensuite que la version enfant de son maître n'est plus au village et en discutant avec ce dernier, il comprend tout de suite que Sasuke a déserté à cette époque, ce que lui explique le père de Sarada sur les raisons de sa décision. Le lendemain, Boruto, Naruto et Sasuke croisent le chemin d'Urashiki. |                                                    |                          | |                       |
| 131 | Le Pouvoir de Kyûbi                                | 九尾のカ                 | Kyūbi no chikara (Le pouvoir de Kyûbi)                                                                              | 3 novembre 2019       |
| Les trois ninjas affrontent Urashiki, mais ce dernier réussit à capturer Naruto et Jiraya demande des explications à Boruto et Sasuke sur l'ennemi et ses intentions, ce que fait le second. Le Sannin et ses deux nouveaux compagnons partent à la rescousse de son élève. Pendant ce temps, l'Ôtsutsuki extirpe une partie minime du chakra de Kyûbi du corps de Naruto, mais le jeune ninja utilise son pouvoir et libère une queue, ce qui le rend incontrôlable. Sans le vouloir, il blesse son futur fils à la main qui essayait de le raisonner, pendant que Sasuke combat Urashiki et parvient à le mettre en fuite. Jiraya calme la folie de son élève avec un sceau, soigne Boruto et, comprenant qu'il possède le même élément de chakra de Naruto, propose aux deux jeunes ninjas de créer une technique combinée. |                                                    |                          | |                       |
| 132 | Le Défi de Jiraya                                  | 自来也の課題             | Jiraiya no kadai (Le devoir de Jiraya)                                                                              | 10 novembre 2019      |
| Jiraya propose à Boruto et Naruto de combiner leurs chakras respectifs afin de créer une technique combinée. Les deux jeunes garçons s'entraînent durement, mais ont bien du mal à se coordonner. Le premier, traumatisé par la blessure à la main subie à la grotte, s'éloigne de son futur géniteur. Il assiste à l'entrainement des versions enfants de sa mère et son oncle, puis a ensuite une longue discussion avec le second qui réussit à le revigorer. De son côté, Naruto a aussi une discussion avec la version adulte de son meilleur ami et cela le regonfle à bloc. |                                                    |                          | |                       |
| 133 | Le Village sans Sasuke                             | サスケのいない里         | Sasuke no inai sato (Un village sans Sasuke)                                                                        | 24 novembre 2019      |
| Jiraya reconnaît Sasuke, mais semble douter de son identité. Boruto retrouve Naruto, puis les deux garçons se réconcilient et nouent une belle complicité. Pendant ce temps, le Sannin discute avec Sasuke et souhaite davantage d'informations sur Urashiki en échange de son silence. Le second rappelle les intentions de l'ennemi, s'excuse auprès de celui-ci pour s'être fait passer pour des saltimbanques, mais confirme leur intention de protéger Naruto de l'Ôtsutsuki. Les deux jeunes ninjas mangent ensemble chez Ichiraku, et Naruto explique à son futur fils la raison pour laquelle la version enfant de son camarade a déserté le village : sa famille a été massacrée quand il était très jeune et s'est fixé comme objectif de la venger. Pour devenir fort, il a choisi de rejoindre Orochimaru. Ils reprennent l'entraînement, mais sont interrompus par l'arrivée de Sakura qui demande à Boruto s'il connait le Sasuke enfant, étant donné qu'elle a ramassé le bout de papier qui était tombé de la poche de la version adulte. Boruto lui ment en disant qu'il s'agit d'un ami de son maître, ce qui dissipe les doutes de la kunoichi. Hélas, Urashiki refait son apparition, mais Jiraya et Sasuke viennent leur prêter main-forte. |                                                    |                          | |                       |
| 134 | Le Pouvoir de prédiction                           | 未来を読むチカラ         | Mirai o yomu chikara (Le pouvoir de lire le futur)                                                                  | 1er décembre 2019     |
| Pendant le combat contre Urashiki, Jiraya est grièvement blessé. Sasuke demande à Boruto et Naruto de fuir avec le Sannin pendant qu'il occupe leur ennemi. Malgré les coups que ce dernier lui porte, il réussit à le faire tomber en même temps que lui vers une chute d'eau, mais perd ensuite connaissance où il est recueilli par Sakura qui lui vient en aide. Pendant ce temps, les deux Genin et le ninja légendaire affrontent l'Ôtsutsuki, mais ont bien du mal. Cependant, un détail intrigue Boruto : le jeune ninja s'aperçoit que le sang sèche plus vite sur les vêtements de son adversaire. Mais Jiraya semble avoir trouvé l'explication la plus plausible : Urashiki a le pouvoir de prédire l'avenir. En effet, celui-ci est capable d'anticiper les mouvements de leurs adversaires en une fraction de seconde. Pour vérifier son hypothèse, le Sannin et ses deux élèves s'enferment dans un estomac de crapaud avec l'ennemi et ses soupçons se confirment : Urashiki peut anticiper les mouvements de ses adversaires, mais pas l'émission de gaz toxique émis par le ventre de la créature invoqué. Grâce à l'entraînement qu'ils ont suivi ensemble, Boruto et Naruto créent le Naruto Stream et battent l'Ôtsutsuki. Mais ce dernier n'a pas dit son dernier mot... |                                                    |                          | |                       |
| 135 | Le Combat final contre Urashiki                    | 最終決戦、ウラシキ       | Saishū kessen, Urashiki (Bataille décisive finale, Urashiki)                                                        | 8 décembre 2019       |
| À la grande surprise de ses trois adversaires, Urashiki s'arrache et dévore ses propres Rinnegan, ce qui créé chez lui une nouvelle transformation, où il est désormais plus fort et dangereux que jamais. De son côté, la jeune Sakura réussit à soigner son futur mari, mais épuisée par ses efforts, elle perd connaissance. Requinqué, le maître de Boruto vole à la rescousse de ses compagnons après s'être excusé auprès de la jeune kunoichi. Malgré leur supériorité numérique, les quatre ninjas de Konoha sont en difficulté face à leur adversaire. Pour réveiller la colère de Naruto et l'obliger à libérer le chakra de Kyûbi, Urashiki s'amuse à torturer le futur fils de ce dernier, ainsi que son maître et son plan fonctionne. Mais contre toute attente, Boruto réussit à raisonner son jeune père dans son for intérieur et les deux jeunes ninjas créent ensemble un Rasengan géant qui vient définitivement à bout de leur ennemi. |                                                    |                          | |                       |
| 136 | Au-delà du temps                                   | 時を越えて！！           | Toki o koete!! (Transcender le temps !!)                                                                            | 15 décembre 2019      |
| Maintenant qu'Urashiki a été éliminé, Boruto et Sasuke vont pouvoir retourner dans leur dimension d'origine. Mais la jeune Sakura veut à tout prix savoir si ce dernier connait la version enfant de lui-même. Jiraya décide de lui mentir en disant que les deux ninjas sont ses admirateurs, ont fait un long voyage pour le rencontrer et l'ont questionné sur son entourage, ce que confirme le maître du fils de Naruto. Mais avant leur départ, Sasuke a effacé de la mémoire de tous les ninjas, avec qui ils sont entrés en contact, le souvenir de leurs visages, puis son disciple et lui rentrent chez eux. Plus tard, Boruto retrouve son père devant la tombe du Sannin et mangent des ramen ensemble. Note : Cet épisode clôt l'arc filler « Glissement de temps » célébrant les 20 ans de Naruto. |                                                    |                          | |                       |
| 137 | L'Étudiante du pays des samouraïs                  | サムライ留学生           | Samurai ryūgakusei (L'échange de l'étudiante samouraï étrangère)                                                    | 22 décembre 2019      |
| Sarada invite ses camarades pour fêter le départ de Sumire qui va rejoindre l'équipe des objets scientifiques ninjas du professeur Katasuke. Pour la remplacer dans l'équipe 15, Naruto, le 7e Hokage, a choisi une étudiante du pays du Fer: Tsubaki Kurogane. Mais à peine arrivée dans le village, la jeune fille se donne un air supérieur, ce qui agacent Wasabi et les autres Genin qu'elle rencontre. Namida essaie de calmer les tensions entre la nouvelle élève et sa partenaire, mais rien n'y fait. Plus tard, elles essaient d'arrêter un criminel inscrit dans le Bingo Book de leur sensei, Hanabi, mais ce dernier est trop fort pour elles. Fort heureusement, leur nouvelle équipière vient leur prêter main-forte, puis bat l'ennemi et ses complices sans difficulté. Note : Cet épisode débute une petite série de fillers indépendants,. |                                                    |                          | |                       |
| 138 | L'Anniversaire de Hiashi                           | ヒアシの誕生日           | Hiashi no tanjōbi (L'anniversaire de Hiashi)                                                                        | 29 décembre 2019      |
| Hanabi, la sœur cadette d'Hinata, convie cette dernière et sa famille à l'anniversaire de leur père, Hiashi. Boruto ne semble avoir aucune idée de cadeau pour son grand-père et demande conseil à ses deux équipiers, ainsi qu'à sa tante. Gadaï, un colosse de Kumo, se rend chez les Hyûga pour y défier le patriarche, mais Hanabi lui ment en prétextant que son père est en déplacement. Alors que Boruto et Mtsuki sont à Éclair Burger, ce même colosse se vante d'avoir vaincu Hiashi et se moque du chef des Hyûga, ce que le fils de Naruto ne laisse pas passer. Le jeune ninja engage un combat avec cet adversaire, mais contre toute attente, Hiashi intervient et calme leurs ardeurs. Il s'aperçoit que son grand-père n'est plus le même qu'avant et ne comprend pas sa nouvelle attitude. Boruto se rend alors chez Kurenaï, qui lui raconte l'histoire de la famille Hyûga et la mort du frère jumeau de son grand-père, Hizashi, ce qui explique le nouveau comportement de celui-ci. Grâce aux conseils de l'ancienne jõnin de l'équipe 8, le jeune ninja trouve enfin son idée de cadeau. À l'anniversaire d'Hiashi, Himawari lui offre une écharpe, tandis que Boruto prend une photo de toute la famille. En fin de soirée, le patriarche a une longue discussion avec son gendre et le remercie de l'avoir changé, ainsi que Neji par le passé. Le lendemain, Hiashi rend visite à son petit-fils devant chez lui. |                                                    |                          | |                       |
| 139 | Enko Onikuma, une terreur à vaincre !              | 恐怖！！ 鬼熊えんこ      | Kyōfu!! Onikuma Enko (Terreur !! Enko Onikuma)                                                                      | 12 janvier 2020       |
| 140 | Quand la Transposition ne peut rien face aux chips | ポテチに負けた心転身の術 | Potechi ni maketa shintenshin no jutsu (La technique du transfert de l'esprit et du corps qui a succombé aux chips) | 19 janvier 2020       |
| L'équipe 10 poursuit un bandit et réussit à le neutraliser, bien que ce dernier ait pris une femme en otage. Chôchô semble inquiète au sujet de son équipier Inojin, qui a de moins en moins d'appétit et ne la surnomme plus «rondouillarde». Il demande à ses parents de l'aider à améliorer sa «Transposition», ce qu'accepte sa mère qui le prend sous son aile. Ino lui fait passer deux épreuves facile et difficile : utiliser la technique sur un tanuki et Chôchô pour l'empêcher de manger des chips. Inojin réussit la première sans difficulté, mais a bien du mal avec sa partenaire, car il n'arrive pas à imposer sa volonté. Saï propose alors à son fils de faire une démonstration de la «Toile aux monstres fantomatiques», mais cela créé une dispute entre sa femme et lui. Le jeune ninja essaie de calmer ses parents, mais n'y parvient pas et ces derniers commencent à se battre entre eux. Il tente de prendre le contrôle de l'esprit de sa mère, mais sans succès. Il retente la même chose sur son père et cela fonctionne. Avec l'esprit de Saï, il se confond en excuses auprès d'Ino, mais cela ne fait qu'empirer les choses. Cette fois-ci, le jeune homme réussit sa technique sur sa mère et émet plus de volonté qu'elle. Grâce à Chôchô et lui, la dispute prend fin et les parents d'Inojin se réconcilient. Note : Cet épisode clôt la petite série de fillers indépendants.                        |                                                    |                          | |                       |
| 141 | Hôzuki, la prison des ninjas                       | 忍監獄・鬼灯城           | Shinobi kangoku: Hōzuki-jō (La prison shinobi : Le château Hôzuki)                                                  | 26 janvier 2020       |
| Boruto et Mitsuki s’introduisent dans la prison de Hôzuki sous l’apparence de détenus ordinaires, afin de protéger un ex-membre du gang des Mujina. Dès leur arrivée, ils sont confrontés à la brutalité des gardiens. Mais le maître des lieux leur réserve un traitement de faveur, en toute discrétion. Note : Cet épisode débute l'arc « Bandits Mujina ». |                                                    |                          | |                       |
| 142 | Le Courage à l'épreuve                             | 根性試し                 | Konjō tameshi (Un test de cran)                                                                                     | 2 février 2020        |
| 143 | L'Agresseur de Kokuri                              | コクリを狙った犯人       | Kokuri o neratta han'nin (Le criminel qui a ciblé Kokuri)                                                           | 9 février 2020        |
| 144 | Le Secret de Kokuri                                | コクリの秘密             | Kokuri no himitsu (Le secret de Kokuri)                                                                             | 16 février 2020       |
| 145 | Plan d'évasion à Hôzuki                            | 鬼灯城を脱獄せよ         | Hōzuki-jō o datsugoku seyo (S'évader de la prison du château Hôzuki)                                                | 23 février 2020       |
| 146 | Fuir ou mourir !                                   | 脱獄、決行！！           | Datsugoku, kekkō!! (Évasion de prison, exécution !!)                                                                | 1er mars 2020         |
| 147 | Combat final contre Tsukiyo                        | 月下の決戦               | Gekka no kessen (Bataille décisive au clair de lune)                                                                | 8 mars 2020           |
| 148 | Une nouvelle mission !                             | 新たな任務！！           | Aratana ninmu!! (Une nouvelle mission !!)                                                                           | 15 mars 2020          |
| [Chapitre 11] [Tome 3] – Ikkyû, le seigneur du pays du Feu, entame une visite à Konoha. Également du voyage, son jeune fils, Tentô, est prêt à payer au prix fort une carte à l'effigie de Naruto. Mais Iwabê demeure insensible à ses arguments sonnants et trébuchants. |                                                    |                          | |                       |
| 149 | Amis !                                             | 友達…！！                | Tomodachi...!! (Amis... !!)                                                                                         | 22 mars 2020          |
| [Chapitre 12] [Tome 4] – Habitué à obtenir tout ce qu’il désire, le jeune Tentô demande à Boruto, son nouveau garde du corps, de lui enseigner le Ninjutsu. Et pour le convaincre, il lui fait miroiter une certaine carte du jeu Gemaki. Dans l'ombre, le gang des Mujina s'affaire. |                                                    |                          | |                       |
| 150 | La Valeur de l'atout                               | 切り札の価値             | Kirifuda no kachi (La valeur de l'atout)                                                                            | 29 mars 2020          |
| [Chapitre 13] [Tome 4] – À Konoha, le jeune Tentô est kidnappé par la bande des Mujina. Son père Ikkyû, le seigneur du pays du Feu, est disposé à payer la rançon, mais l’autre exigence des ravisseurs – la libération de tous les prisonniers de Hôzuki – lui semble irrecevable. |                                                    |                          | |                       |

### Saison 7
Diffusée au Japon, du 5 avril 2020 au 27 décembre 2020 sur TV Tokyo, elle contient 30 épisodes.
| No | Titre français                     | Titre japonais             | Titre japonais                                                               | Date de 1re diffusion |
| No | Titre français                     | Kanji                      | Rōmaji                                                                       | Date de 1re diffusion |
| --- | ---------------------------------- | -------------------------- | ---------------------------------------------------------------------------- | --------------------- |
| 151 | Boruto et Tentô                    | ボルトとテントウ           | Boruto to Tentō (Boruto et Tentô)                                            | 5 avril 2020          |
| [Chapitres 14 et 15] [Tome 4] – Boruto a surgi dans la cachette des Mujina pour délivrer Tentô, qui est retenu en otage. Après avoir mis à terre les hommes de main, il rencontre un obstacle, sur « la barrière de vent » de Shojoji, le chef du gang. Note : Cet épisode clôt l'arc « Bandits Mujina ». |                                    |                            |                                                                              |                       |
| 152 | Éveil au ninjutsu médical          | 医療忍術のすすめ           | Iryō ninjutsu no susume (Encouragement au ninjutsu médical)                  | 12 avril 2020         |
| Note : Cet épisode débute une petite série de fillers indépendants,. |                                    |                            |                                                                              |                       |
| 153 | Une harmonie en or                 | 黄金のハーモニー           | Ōgon no hāmonī (Une harmonie en or)                                          | 19 avril 2020         |
| 154 | Himawari, ninja en herbe !         | ヒマワリ、忍者体験！！     | Himawari, ninja taiken!! (Himawari, expérience personnelle de ninja !!)      | 26 avril 2020         |
| 155 | Mitsuki, un jour de pluie          | 雨の日のミツキ             | Ame no hi no Mitsuki (Un jour pluvieux pour Mitsuki)                         | 5 juillet 2020        |
| 156 | Je ne peux pas rester mince        | スリムなままじゃいられない | Surimuna mama ja irarenai (Je ne peux pas rester aussi mince que je le veux) | 12 juillet 2020       |
| Note : Cet épisode clôt la petite série de fillers indépendants. |                                    |                            |                                                                              |                       |
| 157 | Les Traces de Kara                 | 「殻」の足跡               | "Kara" no ashiato (Les empreintes de « Kara »)                               | 19 juillet 2020       |
| Note : Cet épisode débute l'arc « Démarrage de Kara ». |                                    |                            |                                                                              |                       |
| 158 | Le Disparu                         | 消えた男                   | Kieta otoko (L'homme qui a disparu)                                          | 26 juillet 2020       |
| 159 | Les Cellules de Hashirama          | 柱間細胞                   | Hashirama saibō (Les cellules de Hashirama)                                  | 2 août 2020           |
| Boruto, Sarada, Mitsuki, Mugino et Konoha-Maru tentent de neutraliser Anato sans le blesser, mais échouent. Les hommes-d’armes de M. Victor neutralisent alors violemment Anato et récupèrent son corps. M. Victor fait alors part à l’équipe de sa déception et de son agacement, mais promet de le soigner. Les deux groupes se séparent alors en mauvais termes. Konoha-Maru admet l’échec de la mission, au grand dam de Boruto qui aurait préféré sauver Anato. On apprend que M. Victor est à la recherche des cellules de Hashirama. De retour à son centre de recherches, il ordonne l’exécution d’Anato, et apprend que l’équipe de recherche partie en mission avait trouvé la substance qu’ils cherchaient mais que celle-ci les a infectés pour une raison inconnue. Tous les scientifiques de cette équipe ont été retrouvés morts à l’exception d’un ; comme la substance n’a pas été retrouvée, ce scientifique manquant a sans doute fui avec. M. Victor ordonne donc de le retrouver. Alors que Boruto et son équipe s’apprêtent à rentrer à Konoha, Mitsuki tombe inconscient, vraisemblablement rongé par le même mal qu’Anato. Il est amené chez Yubina, une médecine locale sadique que Mugino connaît et dont les méthodes thérapeutiques, bien que très efficaces, sont très douloureuses. Se donnant à fond, elle guérit Mitsuki en extrayant de son corps un morceau de bois généré par le Mokuton. Yubina leur montre alors une jeune femme inconsciente qu’elle a recueillie et qui souffre du même mal. Comme Mitsuki, de par sa constitution spéciale, a été capable de guérir de l’infection, elle a recueilli un échantillon de son sang et lui propose de rester afin qu’il puisse l’assister dans son travail, ce qu’il accepte. L’équipe comprend donc que M. Victor est à la recherche des cellules de Hashirama, seules capables de générer du Mokuton. Yubina leur donne une piste : elle a ouï dire qu’un médicament miracle est arrivé sur le marché noir depuis peu. Il peut sans doute se trouver au pays du Silence, lieu anomique où les ninja sont mal vus. |                                    |                            |                                                                              |                       |
| 160 | Le Pays du Silence                 | 黙の国へ                   | Shijima no kuni e (Vers le pays du silence)                                  | 9 août 2020           |
| 161 | Le Château des cauchemars          | 悪夢の城                   | Akumu no shiro (Le château des cauchemars)                                   | 16 août 2020          |
| 162 | Sortir de la nasse !               | 包囲網を脱出せよ！         | Hōimō o dasshutsu seyo! (S'échapper de l'encerclement !)                     | 23 août 2020          |
| 163 | Les Poursuivants                   | 追跡者たち                 | Tsuisekisha-tachi (Les poursuivants)                                         | 30 août 2020          |
| 164 | La Technique interdite mortelle    | 死の禁術                   | Shi no kinjutsu (La technique interdite mortelle)                            | 6 septembre 2020      |
| 165 | Le Devoir des quadruplés           | 四つ子の使命               | Yotsugo no shimei (Le devoir des quadruplés)                                 | 13 septembre 2020     |
| 166 | Combat à mort                      | 死闘                       | Shitō (Combat à mort)                                                        | 20 septembre 2020     |
| 167 | Leur détermination à tous les deux | 二人の覚悟                 | Futari no kakugo (Leur résolution à tous les deux)                           | 27 septembre 2020     |
| Mitsuki conduit Boruto et Sarada, grièvement blessés, chez Yubina qui leur prodigue les premiers soins. Les deux jeunes ninjas sont ensuite ramenés au village par Konoha-Maru et Mugino, puis pris en charge par Sakura et Shizune, pendant que leur coéquipier est requinqué chez Orochimaru. Fort heureusement, leurs vies ne sont pas en danger. Dépités par leur défaite face à Dipa, ils prennent conscience du fossé qui les sépare de leur adversaire et prennent la décision de s'entraîner encore plus dur pour devenir plus forts. |                                    |                            |                                                                              |                       |
| 168 | L'entraînement commence !          | 修業開始！！               | Shugyō kaishi!! (L'entraînement commence !!)                                 | 4 octobre 2020        |
| 169 | Mission conjointe avec Suna        | 砂との共同作戦             | Suna to no kyōdō sakusen (Opération conjointe avec Suna)                     | 11 octobre 2020       |
| 170 | Un nouvel Orbe tourbillonnant      | 新しい螺旋丸               | Atarashii Rasengan (Un nouvel Orbe tourbillonnant)                           | 18 octobre 2020       |
| 171 | Les Résultats de l'entraînement    | 修業の成果                 | Shugyō no seika (Les résultats de l'entraînement)                            | 25 octobre 2020       |
| 172 | L'Autographe de la peur            | 恐怖のサイン               | Kyōfu no sain (L'autographe de la peur)                                      | 1er novembre 2020     |
| 173 | Le Secret du sous-sol              | 地下室の秘密               | Chikashitsu no himitsu (Le secret du sous-sol)                               | 8 novembre 2020       |
| 174 | Renaissance de l'arbre divin       | 神樹再生                   | Shinju saisei (Renaissance de l'arbre divin)                                 | 15 novembre 2020      |
| 175 | Au-delà des limites                | 限界の先へ…！！            | Genkai no saki e…!! (Aller au-delà des limites… !!)                          | 22 novembre 2020      |
| 176 | Fermez les portes A-N              | あ・んの門を封鎖せよ！！   | A・N no mon o fūsa seyo!! (Bloquer les portails A・N !!)                     | 29 novembre 2020      |
| 177 | L'Infaillible Système de détection | 鉄壁の感知システム         | Teppeki no kanchi shisutemu (Le système de perception du mur de fer)         | 6 décembre 2020       |
| Note : Cet épisode clot l'arc « Démarrage de Kara ». |                                    |                            |                                                                              |                       |
| 178 | Le Dos du père                     | 父の背中                   | Chichi no senaka (Le dos du père)                                            | 13 décembre 2020      |
| Chaque année, le village de Konoha organise une cérémonie en la mémoire des victimes de la 4e grande guerre ninja, qui a eu lieu 15 ans auparavant. Pendant l'événement, Shikamaru se demande si durant cette bataille passée, le plan de son père pour battre Jûbi allait vraiment marcher. À l'hôpital, Ao, l'ancien bras droit de Mei, souhaite rendre visite à Katasuke, qui est en déplacement. Il fait la rencontre de Mugino et ce dernier lui propose de le conduire au cimetière pour la cérémonie, mais les deux hommes arrivent trop tard. Le désormais ex-ninja de Kiri annonce au jõnin qu'il a mis un terme à sa carrière de ninja et été forcé de prendre une retraite anticipée. En effet, l'attaque du démon à queue sur le QG de l'Alliance ninja l'a amputé d'un bras et d'une jambe, mais grâce aux prothèses du professeur Katasuke, il a suivi une rééducation et retrouvé les gestes du quotidien. Shikamaru et Ino le croisent à leur tour, et le bras droit du 7e Hokage lui pose la question au sujet de son père. Ao révèle que, avant de mourir, Shikaku et Inoichi étaient fiers de leurs enfants et n'avaient, à aucun moment, douté de leurs capacités, savaient qu'ils réussiraient à faire face et prendre le commandement de l'alliance. Ses doutes ayant enfin été dissipées, Shikamaru invite son fils à dîner. Note : Cet épisode débute l'arc « Réceptacle ». |                                    |                            |                                                                              |                       |
| 179 | La Machination de Victor           | ヴィクタの陰謀             | Vuikuta no inbō (L'intrigue de Victor)                                       | 20 décembre 2020      |
| 180 | Mugino l'assassin                  | 暗殺者ムギノ               | Ansatsusha Mugino (L'assassin Mugino)                                        | 27 décembre 2020      |
| Himawari créé un vase pour l'offir à sa mère, étant donné que l'anniversaire d'Hinata a lieu aujourd'hui. En revanche, Boruto n'a aucune idée de cadeau. Après avoir mangé chez Éclair Burger avec ses deux équipiers, il tombe sur Mugino... qui est poursuivi par deux restaurateurs à qui il doit de l'argent. Mais il a donné son salaire du mois à un jeune garçon mendiant pour qui il a eu pitié, car la sœur de ce dernier est malade. En plus de rembourser la dette du jõnin, le jeune ninja l'invite également à manger. Pour le remercier, Mugino invite Boruto chez lui, puis lui raconte son enfance et sa rencontre avec le 3e Hokage. Il lui demande également de bien vouloir s'occuper de sa tortue pendant son absence, ce que le fils de Naruto accepte. Plus tard, le jeune garçon mendiant offre des fleurs au jõnin pour le remercier de son geste, et ce dernier les donne à Boruto pour qu'il puisse en faire cadeau à sa mère. |                                    |                            |                                                                              |                       |

### Saison 8
Diffusée au Japon, du 10 janvier 2021 au 27 juin 2021 sur TV Tokyo, elle contient 25 épisodes.
| No | Titre français       | Titre japonais | Titre japonais                           | Date de 1re diffusion |
| No | Titre français       | Kanji          | Rōmaji                                   | Date de 1re diffusion |
| --- | -------------------- | -------------- | ---------------------------------------- | --------------------- |
| 181 | Le Réceptacle        | 器             | Utsuwa (Réceptacle)                      | 10 janvier 2021       |
| [Chapitre 16] [Tome 5] - Au cours d'une réunion virtuelle des membres de Kara, Jigen annonce la disparition du réceptacle. Pendant ce temps, Naruto s'apprête à tester son nouveau bras artificiel face à Boruto. |                      |                |                                          |                       |
| 182 | Ao                   | 青             | Ao (Ao)                                  | 17 janvier 2021       |
| [Chapitre 17] [Tome 5] - Mugino se blesse pendant un combat, alors que Konohamaru examine un dirigeable et découvre qu'un caisson est ouvert, mais ignore son contenu. Il décide de copier les données de l'appareil dans un rouleau. Pendant ce temps, Naruto confie à l'équipe 7 la mission de livrer le bras artificiel au centre de recherches situé à Ryûtan, et elle sera accompagnée de Katasuke. En prenant le convoi-éclair, les quatre ninjas de Konoha font la rencontre d'un patient du scientifique : Ao, ancien ninja du village de Kiri et bras droit de Mei Terumi, la 5e Mizukage. Il est finalement découvert que ce dernier a rejoint Kara en tant qu'espion de Kashin Koji. |                      |                |                                          |                       |
| 183 | Le Bras              | 手             | Te (Main)                                | 24 janvier 2021       |
| [Chapitre 18] [Tome 5] - Au centre de recherche de Ryûtan, les membres de l’équipe 7 ont la surprise de retrouver Sumire, qui mène des expériences sur le Nué. Avec ses camarades, Boruto participe à contrecœur aux tests des nouveautés technologiques. |                      |                |                                          |                       |
| 184 | Les Marionnettes     | 人形           | Ningyō (Poupée)                          | 31 janvier 2021       |
| [Chapitres 19 et 20] [Tome 5 et 6] - Boruto et ses camarades quittent le centre de recherche en compagnie de Katasuke, qui étrenne pour l'occasion une tenue très spéciale. Lorsque l'équipe aperçoit enfin l'épave du dirigeable, son attention est attirée par d'étranges créatures qui jonchent le sol. |                      |                |                                          |                       |
| 185 | L'Outil              | 道具           | Dōgu (Outil)                             | 7 février 2021        |
| [Chapitres 20 et 21] [Tome 6] - L'équipe 7 s'est réfugiée sur un bâtiment en ruine, mais est très affectée par la mort de Mugino, plus particulièrement Boruto qui s'en veut de n'avoir rien pu faire pour le sauver. Konoha-Maru décide de jouer le rôle du leurre pour retenir Ao, pendant que ses élèves rentreront au village pour transmettre le rouleau à Naruto, mais Katasuke intervient et se propose pour s'en occuper. Il confie à l'équipe 7, avec émotion, que ce rôle lui revient, car il veut expier ses fautes. En effet, il révèle avoir été victime d'un Genjutsu d'Ao lors de l'examen des Chunin et, sans le vouloir, livré des informations sur les outils scientifiques ninjas à l'organisation Kara et s'excuse auprès de Boruto pour son comportement passé, mais le jeune ninja lui pardonne. Le fils de Naruto propose alors de combattre Ao ensemble afin de venger Mugino, ce qu'appprouvent ses quatre partenaires. Pendant ce temps, l'ancien ninja de Kiri affirme à Kashin Koji son intention d'éliminer tous ceux qui se mettront sur son chemin. À l'organisation Kara, Code et Delta se cherchent mutuellement, mais Amado calme leurs ardeurs. Ils soupçonnent un traître parmi un de leurs membres, mais n'ont aucune idée de qui il s'agit. |                      |                |                                          |                       |
| 186 | L'Usage              | 使い方         | Tsukaikata (Comment utiliser)            | 14 février 2021       |
| [Chapitres 21 et 22] [Tome 6] - L'équipe 7 engage le combat contre Ao au beau milieu de la forêt. Pendant que ses équipiers distraient leur adversaire, Boruto réussit à le prendre par surprise et détruit l'aspirateur de jutsus sur le bras de l'ancien ninja de Kiri. Ce dernier utilise ensuite des drônes miroir et blesse Konoha-Maru. Le jeune ninja décide de le combattre seul et parvient à détruire quelques drônes. Ao explique ensuite les raisons pour lesquelles il a accepté d'être un outil au service de l'organisation Kara. Grâce à la diversion d'un clone, Boruto vient à bout de son adversaire avec un Rasengan. L'ancien bras droit de Mei lui demande alors de l'achever, mais il donne un tournevis à celui-ci pour qu'il se répare lui-même, puis le raisonne avec sa morale. À ce moment-là, Kashin Koji fait son apparition et passe à l'action. |                      |                |                                          |                       |
| 187 | Kâma                 | 楔             | Kāma (Karma)                             | 21 février 2021       |
| [Chapitres 22 et 23] [Tome 6] - Après la défaite d'Ao, Kashin Koji passe à l'action et invoque un crapaud géant. L'ancien ninja de Kiri sauve la vie de Boruto en utilisant le «Raz de marée» avant d'être écrasé par la créature et rendre l'âme. Pendant que ses élèves sont coincés par le Fuinjutsu de l'ennemi, Konoha-Maru affronte ce nouvel adversaire, mais n'est pas de taille et est sur le point d'être tué par ce dernier, qui utilise une puissante technique Katon. Envahi par la colère et ne supportant plus de voir son instructeur souffrir sous ses yeux, Boruto active le Kâma et absorbe les deux techniques de leur opposant, mais cela lui fait perdre connaissance. À la grande surprise de l'assistance, le bras droit de Jigen décide de se retirer. Les cinq ninjas de Konoha rendent hommage à Ao, et alors qu'ils allaient rentrer au village, ils retournent auprès du dirigeable et font la rencontre d'un mystérieux garçon, allongé sur le sol et qui possède le même Kâma que Boruto. |                      |                |                                          |                       |
| 188 | Le Réveil            | 目覚め         | Mezame (Éveil)                           | 28 février 2021       |
| [Chapitre 24] [Tome 7] - Au cours de son enquête sur le crash du dirigeable, l'équipe 7 aperçoit un garçon qui gît sur le sol. Pendant ce temps, au repaire de Kara, Delta obtient l'autorisation d'aller voir où en sont les recherches. |                      |                |                                          |                       |
| 189 | Résonance            | 共鳴           | Kyōmei (Résonance)                       | 7 mars 2021           |
| [Chapitres 24 et 25] [Tome 7] - Appelant à la prudence, Konoha-Maru empêche Boruto de voler au secours de Kawaki, qui risque pourtant d'être emmené au repaire de l'organisation Kara. Cachés et à distance, Kashin Koji et Delta adoptent également une tactique attentiste. |                      |                |                                          |                       |
| 190 | L'Évasion            | 脱走           | Dassō (S'échapper)                       | 14 mars 2021          |
| Au lieu d'être conduit directement à Konoha, Kawaki subit des examens au centre de recherche de Ryûtan. Mis à l'isolement par mesure de sécurité, il tente rageusement de briser la porte blindée pour s'évader. |                      |                |                                          |                       |
| 191 | Le Chien errant      | 野良犬         | Norainu (Chien errant)                   | 21 mars 2021          |
| Évadé du centre de recherche, Kawaki cherche désespérément à se nourrir pour régénérer son bras blessé. Dans les rues de Ryûtan, il tombe sur un chien errant qui a également faim. |                      |                |                                          |                       |
| 192 | Le Passé             | 過去           | Kako (Passé)                             | 28 mars 2021          |
| [Chapitre 26] [Tome 7] - Sur un lit d'hôpital de Konoha, Kawaki revoit en rêve sa terrible enfance : les dures journées à couper le bois, les soirées sans repas aux côtés d'un père ivrogne… Jusqu'à cette nuit inoubliable où un étrange visiteur frappe à la porte. |                      |                |                                          |                       |
| 193 | Sous le même toit    | 同居           | Dōkyo (Vivre ensemble)                   | 4 avril 2021          |
| [Chapitre 26] [Tome 7] - Lors d'un conseil des cinq Kage réuni en urgence, Katasuke fait l'exposé des pouvoirs du jeune Kawaki. Puis, Naruto annonce sa volonté de ne pas emprisonner l'adolescent à sa sortie de l'hôpital. |                      |                |                                          |                       |
| 194 | La Famille Uzumaki   | うずまき家     | Uzumaki-ka (Famille Uzumaki)             | 11 avril 2021         |
| [Chapitre 27] [Tome 7] - Depuis son arrivée chez les Uzumaki, Kawaki ne montre que méfiance et agressivité. Boruto éprouve néanmoins une certaine curiosité vis-à-vis de cet autre détenteur du Kâma. |                      |                |                                          |                       |
| 195 | Le Vase              | 花瓶           | Kabin (Vase)                             | 18 avril 2021         |
| [Chapitre 28] [Tome 8] - Naruto et Kawaki marchent dans Konoha en quête d'un vase neuf. Ils rencontrent par hasard Chôchô et Sarada, qui tentent vainement de sympathiser avec le jeune étranger. |                      |                |                                          |                       |
| 196 | Un pouvoir qui relie | 繋ぐ力         | Tsunagu chikara (Puissance de connexion) | 25 avril 2021         |
| [Chapitre 29] [Tome 8] - Kashin Koji a pénétré sans mal dans Konoha, échappant du même coup à la surveillance de Delta. Au cours d'un combat d'entrainement face à Naruto, Boruto teste son Kâma associé à celui de Kawaki. Malgré l'air qui se donne, le jeune protégé du Hokage n'est pas indifférent aux technique ninja. |                      |                |                                          |                       |
| 197 | Delta                | デルタ         | Deruta (Delta)                           | 2 mai 2021            |
| [Chapitre 30] [Tome 8] - Hébergé chez les Uzumaki, Kawaki tente péniblement de réparer le vase qu'il a brisé. À sa grande surprise, Boruto lui propose de tester le Kâma avec lui. Postée à l'entrée du village, Delta décide de chercher le « Réceptacle » par ses propres moyens, sans attendre Kashin Koji. |                      |                |                                          |                       |
| 198 | Monstres             | 怪物           | Bakemon (Monstre)                        | 9 mai 2021            |
| [Chapitres 31 et 32] [Tome 8 et 9] - Lorsque Delta surgit sur le terrain d’entraînement, Naruto refuse qu'elle s'approche de Kawaki. S'engage alors un féroce combat entre le Hokage et la redoutable Interne de l'organisation Kara. |                      |                |                                          |                       |
| 199 | Surcharge            | オーバーロード | Ōbārōdo (Surcharge)                      | 16 mai 2021           |
| [Chapitres 33 et 34] [Tome 9] - Sur le terrain d'entrainement, Delta décide de ramener Kawaki au Q.G. C'était sans compter sur la farouche résistance de Naruto. |                      |                |                                          |                       |
| 200 | Nouveau Disciple     | 弟子入り       | Deshiiri (Apprentie)                     | 23 mai 2021           |
| [Chapitre 34] [Tome 9] - À Konoha, Kawaki se fait installer un bras artificiel qui sera alimenté par le Chakra de Naruto. Pendant ce temps, au quartier général de Kara, Delta fait une révélation fracassante sur le Kâma. |                      |                |                                          |                       |
| 201 | Les Larmes vides     | 空っぽの涙     | Karappo no Namida (Larmes vides)         | 30 mai 2021           |
| [Chapitre 35] [Tome 9] - Dans la maison des Uzumaki, Kurama raconte à Kawaki l'enfance solitaire de Naruto. Durant l'entraînement du lendemain, le Hokage constate que son nouveau disciple a déjà une belle maîtrise du Ninjutsu. |                      |                |                                          |                       |
| 202 | La Secte             | 教団           | Kyōdan (Culte)                           | 6 juin 2021           |
| [Chapitre 35] [Tome 9] - Alors que Boro continue de rassembler des fidèles dans sa secte, Sasuke fait d'étranges découvertes sur le projet des Otsutsuki dans une faille spatio-temporelle. |                      |                |                                          |                       |
| 203 | Attaque surprise !   | 急襲…!!        | Kyūshū...!! (Surprendre...!!)            | 13 juin 2021          |
| [Chapitres 36 et 37] [Tome 10] - Ce jour-là, Naruto a étrangement sommeil. Kurama semble avoir une explication, mais n'en dit pas plus. À l'entraînement, Boruto fait une chute pour le moins inhabituelle… |                      |                |                                          |                       |
| 204 | Le Type qui craint   | ヤバイ野郎     | Yabai Yarō (Bâtard dangereux)            | 20 juin 2021          |
| [Chapitres 37 et 38] [Tome 10] - Emmené de force par Jigen dans une autre dimension, Naruto reçoit rapidement le renfort de Sasuke qui est accouru grâce à son Ninjutsu spatio-temporel. Devant la maison des Uzumaki, Sarada découvre avec horreur Konoha-Maru sans connaissance. |                      |                |                                          |                       |
| 205 | La Preuve            | 証明           | Shōmei (Preuve)                          | 27 juin 2021          |
| [Chapitre 39] [Tome 10] - Le bras artificiel de Kawaki est soudain tombé. Naruto est-il encore en vie ? Alerté par l’unité de détection, Shikamaru accourt chez les Uzumaki. Toujours suspicieux, il décide d’assigner Kawaki à résidence. |                      |                |                                          |                       |

### Saison 9
Diffusée au Japon, du 4 juillet 2021 au 26 décembre 2021 sur TV Tokyo, elle contient 25 épisodes.
| No | Titre français                      | Titre japonais       | Titre japonais                                                  | Date de 1re diffusion |
| No | Titre français                      | Kanji                | Rōmaji                                                          | Date de 1re diffusion |
| --- | ----------------------------------- | -------------------- | --------------------------------------------------------------- | --------------------- |
| 206 | La Nouvelle Équipe 7                | 新生第七班           | Shinsei Dai Nana-han (Nouveau 7e groupe)                        | 4 juillet 2021        |
| [Chapitres 40 et 41] [Tome 11] - Grâce au Ninjutsu spatio-temporel, Boruto et ses camarades atterrissent dans une autre dimension. A peine arrivés, ils affrontent Boro, qui garde la capsule dans laquelle Naruto a été scellé. |                                     |                      |                                                                 |                       |
| 207 | Regénération                        | 再生                 | Saisei (Relecture)                                              | 11 juillet 2021       |
| [Chapitres 42 et 43] [Tome 11] - Naruto est toujours enfermé dans la capsule. Boruto et ses compagnons se heurtent à l'incroyable capacité de régénération de Boro. Alors qu'elle repart à l'attaque, Sarada est retenue par Kawaki, qui a une tâche cruciale à lui confier. |                                     |                      |                                                                 |                       |
| 208 | L'Apparition de Momoshiki           | モモシキ顕現         | Momoshiki Kengen (Manifestation de Momoshiki)                   | 18 juillet 2021       |
| [Chapitre 43] [Tome 11] - La fin du combat contre Boro voit l’apparition d’un Boruto méconnaissable. Deux jours plus tard, Naruto se réveille sur un lit d’hôpital, entouré de sa famille. |                                     |                      |                                                                 |                       |
| 209 | Le Paria                            | ノケモノ             | Nokemono (Nokémono)                                             | 1er août 2021         |
| Kawaki fait un cauchemar dans lequel tous les ninjas de Konoha sont tués, et le village est à feu et à sang à la suite de l'attaque de Jigen. Dans la matinée, il espionne Himawari et découvre que cette dernière vole de la nourriture dans le frigo. En l'accompagnant, il s'aperçoit qu'elle fait ça pour Guiza, un grand loup féroce qu'elle a réussi à apprivoiser, mais l'animal vit en solitaire dans la nature et est cicatrisé sur tout le corps. Alors qu'ils cueillent des fruits, une meute de loups provoque une bagarre avec leur congénère, mais leur arrivée les fait fuir. Le lendemain, Kawaki et Himawari récupèrent des croutons de pain dans une boulangerie pour les rapporter à Guiza, mais malheureusement, ils retrouvent l'animal sans vie, qui a été attaqué et tué par un ours sauvage. Ils l'enterrent, mais Kawaki prend la décision de qutter le village pour éviter que l'organisation Kara le retrouve. Boruto et Shikamaru le retiennent, puis le jeune homme retourne auprès de la sœur cadette du jeune ninja pour rendre hommage au loup décédé. |                                     |                      |                                                                 |                       |
| 210 | Sur la piste de Kara                | 「殻」の手がかり     | "Kara" no Tegakari (Indices "Coquille")                         | 8 août 2021           |
| 211 | La Traque                           | 追跡                 | Tsuiseki (Suivi)                                                | 15 août 2021          |
| Des données confidentielles ont été volées aux archives de Konoha. Parallèlement à la police, l'équipe Ino-shika-Shô mène sa propre enquête, mais sur la piste du coupable, les trois jeunes ninja font une rencontre inattendu. Note : Cet épisode contient un élément du chapitre 43 de l'adaptation du manga et clos la petite série de fillers. |                                     |                      |                                                                 |                       |
| 212 | La Fuite d'Amado                    | アマドの亡命         | Amado no Bōmei (L'asile d'Amado)                                | 22 août 2021          |
| [Chapitres 44 et 45] [Tome 12] - Avec la complicité de Kashin Koji, Amado atterrit à Konoha dans l'espoir d'y trouver refuge. Pour se faire accepter, il promet de révéler toutes sortes de secrets. |                                     |                      |                                                                 |                       |
| 213 | La Vraie Identité                   | 正体                 | Shōtai (Identité)                                               | 29 août 2021          |
| [Chapitre 46] [Tome 12] - Pour convaincre Naruto de lui accorder l’asile, Amado fait de précieuses révélations en salle d’interrogatoire. Grâce aux lunettes ultra sophistiquées du brillant savant, le combat entre Kashin Koji et Jigen est projeté en direct sur le mur. |                                     |                      |                                                                 |                       |
| 214 | La Destinée                         | 宿命                 | Shukumei (Sort)                                                 | 5 septembre 2021      |
| [Chapitres 47 et 48] [Tome 12 et 13] - Durant son interrogatoire, Amado s'engage à dévoiler comment éliminer les Ôtsutsuki. Contrairement à ce qu’imagine Naruto, la mort de Jigen sous les flammes ne signifierait pas encore la fin d’Isshiki. |                                     |                      |                                                                 |                       |
| 215 | La Résolution                       | 覚悟                 | Kakugo (Préparé)                                                | 12 septembre 2021     |
| [Chapitres 48 et 49] [Tome 13] - Alors que l’évacuation des civils a commencé, Isshiki fait irruption dans le ciel de Konoha. Naruto décide de cacher Kawaki, qui est toujours inconscient, dans un refuge anti-Byakugan. |                                     |                      |                                                                 |                       |
| 216 | Sacrifice                           | 生贄                 | Ikenie (Sacrifice)                                              | 19 septembre 2021     |
| [Chapitres 50 et 51] [Tome 13] - Sasuke et Naruto ont rejoint Boruto dans une autre dimension, où le combat s'engage contre Isshiki. À l'intérieur de l'abri anti-Byakugan, Amado expose la situation à Kawaki, qui a enfin repris connaissance. |                                     |                      |                                                                 |                       |
| 217 | Décision                            | 決意                 | Ketsui (Détermination)                                          | 26 septembre 2021     |
| [Chapitres 52 et 53] [Tome 14] - Pour vaincre Isshiki, Naruto utilise le mode Baryon, l'une des formes les plus puissantes du chakra de Kurama. Grâce à sa nouvelle transformation, il prend l'avantage sur son adversaire et plus ses coups atteignent son ennemi, plus l'espérance de vie de ce dernier diminue. Cependant, cette technique affaiblit aussi son propre chakra. À l'abri anti-Byakugan, Kawaki s'aperçoit, par le bras artificiel contenant le chakra de Naruto, que le 7e Hokage s'épuise au fur et à mesure du combat, puis d'un coup, est téléporté là où se trouve le premier, Sasuke et Boruto, afin qu'Isshiki fasse de lui son futur réceptacle. L'Ôtsutsuki le fait chanter en menaçant de tuer son hébergeur, mais il fait son apparition et est bien décidé à l'affronter. |                                     |                      |                                                                 |                       |
| 218 | Compagnon                           | 相棒                 | Aibō (Partenaire)                                               | 3 octobre 2021        |
| [Chapitres 53, 54 et 55] [Tome 14] - Kawaki revient combattre Isshiki et réussit à le piéger avec un clone, puis en finit avec ce dernier en l'écrasant. C'est à ce moment-là que Momoshiki, qui manipule le corps de Boruto, plante un kunai dans l'œil gauche de Sasuke, où se situe le Rinnegan. Kawaki l'oblige à absorber son chakra lorsqu'il s'immole par le feu, ce qui permet au jeune ninja de reprendre conscience et détruire la corne sur sa tête. Dans son for intérieur, Naruto doit dire adieu à Kurama, car le mode Baryon coûte la vie à son démon à queue et non la sienne. Ils en profitent pour discuter et rire, avant de se quitter. |                                     |                      |                                                                 |                       |
| 219 | Retour                              | 帰還                 | Kikan (Revenir)                                                 | 10 octobre 2021       |
| [Chapitres 55 et 56] [Tome 14 et 15] - Grâce au Kama de Boruto, les quatre ninjas de Konoha réussissent à rentrer au village. Le fils de Naruto s'excuse auprès de Sarada, car c'est à cause de lui que Sasuke a perdu son Rinnegan, mais son maître et sa coéquipière ne lui font aucun reproche. Avec Shikamaru, le Hokage réinterroge Amado et ce dernier leur parle de Code, qui se révèle être plus dangereux que les autres, car ce dernier possède aussi le Kama. À l'hôpital, Sakura apprend à Naruto qu'à la suite de la disparition de Kurama, il ne pourra plus employer sa puissance phénoménale d'auparavant. Sasuke, pour sa part, a définitivement perdu son Rinnegan. Boruto et Kawaki apprennent, de leurs côtés, que leurs corps sont devenus des mixes d'Ôtsutsuki à 80%. Plus tard, le jeune ninja est interviewé par les médias du village, puis passe à la télévision pour raconter ses exploits face aux Ôtsutsuki. |                                     |                      |                                                                 |                       |
| 220 | Le Temps qui reste                  | 残された時間         | Nokosareta Jikan (Temps restant)                                | 17 octobre 2021       |
| [Chapitre 57] [Tome 15] - Naruto et Shikamaru s'entretiennent avec les quatre autres Kage par visio-conférence pour les informer de la situation et leur donner des informations sur Code. Gaara est inquiet au sujet de l'évolution du Kama de Boruto et demande à son ami s'il est prêt à éliminer son fils, au cas où si celui-ci se transforme complètement en Momoshiki. À l'hôpital, Kawaki reçoit un nouveau bras, créé à partir de ses propres cellules par Amado, et y retrouve des sensations comme pour un bras normal. En revanche, le professeur Katasuke apprend une mauvaise nouvelle au Hokage et son conseiller : d'après ses recherches, l'extraction définitive des données du Kama concernant Boruto est plus avancée que prévu, et toujours selon lui, il ne lui reste que 6 mois ou, dans le pire des cas, seulement quelques semaines avant que le fils de Naruto ne devienne définitivement un Ôtsutsuki. Plus tard, Sasuke et le 7e Hokage ont une discussion au sujet de Boruto, et ils en viennent presque aux mains. Naruto retrouve ensuite son fils pour lui parler de la mauvaise nouvelle, puis lui promet de tout faire pour l'aider. Amado lui donne ensuite un médicament permettant de ralentir l'extension du Kama, voire sa suppression définitive, mais des effets secondaires sont envisagés. |                                     |                      |                                                                 |                       |
| 221 | Un nouvel examen des chūnins        | 中忍試験、再び       | Chūnin Shiken, Futatabi (Test de chunin, encore une fois)       | 24 octobre 2021       |
| 222 | Veille de finale                    | 決戦前夜             | Kessen Zen'ya (La nuit avant la bataille décisive)              | 31 octobre 2021       |
| 223 | Inojin vs Hōki                      | いのじん対ホウキ     | Inojin tai Hōki (Inojin contre Hōki)                            | 7 novembre 2021       |
| 224 | La Légende du monstre-chat          | 化け猫伝説           | Bakeneko Densetsu (Légende Bakeneko)                            | 14 novembre 2021      |
| 225 | Duel d'amies                        | 親友対決             | Shin'yū Taiketsu (Affrontement du meilleur ami)                 | 21 novembre 2021      |
| 226 | Samouraï vs Science                 | サムライ対カガク     | Samurai tai Kagaku (Samouraï contre Kagaku)                     | 28 novembre 2021      |
| 227 | La Dernière Mission de l'équipe 7 ? | 第七班、最後の任務!? | Dainanahan, Saigo no Ninmu!? (Groupe 7, la dernière mission !?) | 5 décembre 2021       |
| 228 | Kawaki sur la voie des ninjas       | カワキ、忍への道     | Kawaki, Shinobi e no Michi (Kawaki, la route de shinobi)        | 12 décembre 2021      |
| 229 | Contre les ordres                   | 命令違反             | Meirei Ihan (Violation des commandes)                           | 19 décembre 2021      |
| 230 | Un vœu                              | 願い                 | Negai (Souhaiter)                                               | 26 décembre 2021      |

### Saison 10
Diffusée au Japon, du 9 janvier 2022 au 26 juin 2022, sur TV Tokyo, elle contient 25 épisodes.
| No | Titre français                               | Titre japonais     | Titre japonais                                                       | Date de 1re diffusion |
| No | Titre français                               | Kanji              | Rōmaji                                                               | Date de 1re diffusion |
| --- | -------------------------------------------- | ------------------ | -------------------------------------------------------------------- | --------------------- |
| 231 | Le Sabre rouillé                             | 錆びた刀           | Sabita Katana (Épée rouillée)                                        | 9 janvier 2022        |
| L'équipe 15 enquête sur les brigands qui ont attaqué un groupe de marchands. Sur les lieux du crime, Tsubaki reconnaît la patte d'un samouraï qu'elle connaît bien. |                                              |                    |                                                                      |                       |
| 232 | Denki fait ses débuts de chef                | デンキ隊長の初任務 | Denki Taichō no Hatsu Ninmu (La première mission du capitaine Denki) | 16 janvier 2022       |
| Pour la première fois, l'équipe 5 hérite d'une mission de rang B: livrer des robots dans une mine d'or. À la demande de Katasuke, Denki assure également le volet technique de l'expédition. |                                              |                    |                                                                      |                       |
| 233 | La Nouvelle Équipe 7 en action               | 新生第七班、発動   | Shinsei Dai Nana-han, Hatsudō (Nouveau-né 7e groupe, activé)         | 23 janvier 2022       |
| Avec le renfort de Kawaki, l'équipe 7 escorte Katasuke jusqu' a Kiri où l'on inaugure un nouveau système de production électrique. Boruto compte en profiter pour revoir Kagura, si la mission lui en laisse le temps. Note: Cet épisode débute l'arc "Pays de l'eau". |                                              |                    |                                                                      |                       |
| 234 | La vermine est lâchée                        | 放たれた悪党       | Hanatareta Akutō (Le méchant libéré)                                 | 30 janvier 2022       |
| Lors de la cérémonie de Kiri, le dirigeable numéro 1 explose peu après son décollage. Dans la prison dirigée par Kagura, Boruto aperçoit furtivement la catastrophe sur les écrans, avant que toutes les communications ne soient interrompues. Aussitôt, les gardiens signalent une intrusion. |                                              |                    |                                                                      |                       |
| 235 | Infiltrés sur l'île de Dotô                  | 潜入、ドトウ島     | Sennyū, Dotōjima (Infiltrer, île de Doto)                            | 6 février 2022        |
| À bord d'un vieux rafiot, l'équipe composite menée par Kagura navigue en direction d'une île lointaine. Les ninjas de Konoha parviendront-ils à sauver leurs camarades des griffes de clan Funato? |                                              |                    |                                                                      |                       |
| 236 | La Fuite                                     | 脱出               | Dasshutsu (S'échapper)                                               | 13 février 2022       |
| Au large de l'île, Boruto, Kawaki et Bunta prennent un canot pour aller observer la forteresse ambulante des Funato. Pendant ce temps, les autres ninjas de Konoha préparent la libération et la fuite des otages qui sont retenus dans la mine d'or. |                                              |                    |                                                                      |                       |
| 237 | La Forteresse ambulante                      | 移動要塞           | Idō Yōsai (Forteresse mobile)                                        | 20 février 2022       |
| Dans la forteresse ennemie qui se déplace sur la mer, Boruto, Kawaki et Buntan cherchent à détruire l'immense canon qui menace leurs camarades. Pendant ce temps, sur le bateau de pêche, Kagura imagine un plan pour venir en aide aux trois infiltrés. |                                              |                    |                                                                      |                       |
| 238 | Un assassin à bord                           | 殺人鬼の船         | Satsujinki no Fune (Le vaisseau du tueur sanguinaire)                | 27 février 2022       |
| Sur le navire qui vogue vers Kiri, le capitaine Taiki est assassiné durant la nuit. Les soupçons se portent d'emblée sur l'immense Kyohô, qui perd toujours la raison à la vue du sang. |                                              |                    |                                                                      |                       |
| 239 | Le Garçon de l'île de la construction navale | 造船の島の少年     | Zōsen no Shima no Shōnen (Garçon de l'île de la construction navale) | 6 mars 2022           |
| Lors d'une panne en pleine mer, Boruto perd connaissance et tombe à l' eau. il est alors repêché et en garde un souvenir étrange... |                                              |                    |                                                                      |                       |
| 240 | Le Rêve d'Ikada                              | イカダの夢         | Ikada no Yume (Le rêve d'Ikada)                                      | 13 mars 2022          |
| Boruto a décidé d'accompagner Ikada à l'usine de pièces détachées. Sur l'embarcation qu'il conclut vers le nord de l'île, le jeune apprenti du chantier naval parle de son parcours et de son rêve. Avant que le calme ne laisse place à la tempête... |                                              |                    |                                                                      |                       |
| 241 | Le Secret d’Ikada                            | イカダの秘密       | Ikada no Himitsu (Le secret d'Ikada)                                 | 20 mars 2022          |
| Sur le chantier naval, Ikada reçoit la visite secrète de Seiren, qui le presse de rejoindre la révolte. Mais le jeune artisan n'est pas prêt à abandonner son rêve de construire un immense navire. |                                              |                    |                                                                      |                       |
| 242 | Seiren                                       | 青煉               | Seiren (Seiren)                                                      | 27 mars 2022          |
| Seiren et son homme de main débarquent sur l'île avec deux cibles en tête: Kagura et Boruto. Bientôt, une invasion d'étranges créatures crée le chaos parmi les ninjas de Kiri et de Konoha. |                                              |                    |                                                                      |                       |
| 243 | Lieu d’attache                               | 居場所             | Ibasho (Où)                                                          | 3 avril 2022          |
| En mer du Nord-Est, la bataille semble tourner à l'avantage de la flotte du Mizukage. Sur l'île des chantiers navals, Kagura élabore un plan d'urgence: s'établir dans un petit village de montagne pour barrer la route de Kiri à une unité spéciale du clan Funato. |                                              |                    |                                                                      |                       |
| 244 | Fissures                                     | 亀裂               | Kiretsu (Crevasse)                                                   | 10 avril 2022         |
| Funamushi, le chef de l'unité spéciale d'élite, ordonne à ses éclaireurs d'inspecter le village dans lequel Boruto et ses compagnons se sont installés. Kagura imagine alors un plan pour protéger les habitants. |                                              |                    |                                                                      |                       |
| 245 | La Hargne de Funamushi                       | フナムシの執念     | Funamushi no Shūnen (L'obsession de Funamushi)                       | 17 avril 2022         |
| Buntan et Kyôho partent à la recherche de leur camarade, Hebiichigo, qui a décidé d'abandonner le groupe pour retrouver sa liberté. Mais par hasard, elle surprend une conservation entre des hommes de Funamushi qui ont compris le piège tendu par les ninjas des deux villages et changé de stratégie en attaquant du sommet de la montagne. Pendant ce temps, les équipes 7, 5 et Kagura mettent en place leur plan, mais sont découverts par leurs ennemis. Alors qu'ils sont en mauvaise posture, le trio du village de Kiri fait son retour. Kagura fait appel à Hiramekarei pour déjouer la Trombe rugissante de Funamushi. Malheureusement, ce dernier profite de son épuisement pour le maîtriser et le poignarder à mort. |                                              |                    |                                                                      |                       |
| 246 | Coup dur                                     | 痛手               | Itade (Faire mal)                                                    | 24 avril 2022         |
| Le coup porté par Funamushi sur Kagura est fatal. Malgré les soins de Sarada et Iwabé, le ninja de Kiri succombe à sa blessure. Avant de mourir, il donne à Hebiichigo la lettre de recommandation de libération destinée à Chôjurô et fait promettre à Boruto et aux autres ninjas du groupe de tout faire pour protéger son village adoptif. Pendant ce temps, le 6e Mizukage comprend que la flotte d'Araumi ne fait que gagner du temps, mais n'entre pas dans le piège de l'ennemi. Après avoir appris que Seiren est blessée, Tenma et Isari sont contraints de revoir leur stratégie. Les villageois et le groupe de ninjas rendent hommage à Kagura et ces derniers choisissent Sarada pour prendre la relève du commandement. Tenma attaque la flotte de Chôjurô avec des hommes, mais il est éliminé et à cause de cette erreur, la flotte d'Isari est contrainte de battre en retraite. |                                              |                    |                                                                      |                       |
| 247 | Pour Kagura                                  | かぐらのために     | Kagura no Tame ni (Pour Kagura)                                      | 1er mai 2022          |
| Une mauvaise nouvelle attend le groupe des ninjas de Konoha et Kiri: l'attaque des Funato a détruit la réserve de nourriture et il ne reste presque plus de vivres pour se nourrir. Denki et Iwabé décident de partir cueillir des fruits dans la forêt près du village, accompagnés de deux enfants, mais hélas, ils sont surpris par une embuscade des hommes d'Amauri et sont capturés par ces derniers. |                                              |                    |                                                                      |                       |
| 248 | Un nouveau combat à mort                     | 死闘、再び         | Shitō, Futatabi (Combat à mort, encore)                              | 8 mai 2022            |
| Les deux enfants, qui accompagnaient Denki et Iwabé, rentrent au village pour informer le groupe de ninjas que leurs camarades ont été kidnappés par les ennemis. Malgré leur infériorité numérique, Boruto et ses compagnons réussissent à repousser les assauts de leurs adversaires, puis le fils de Naruto et Kawaki combattent Funamushi pour venger Kagura. Ce dernier est mis hors d'état de nuire une première fois par le Genin de l'équipe 7, mais réussit à se débarrasser de Hebiichigo avant d'être tué par Buntan. La camarade de cette dernière et Kyohô remercie Metal Lee de l'avoir changée avant de s'éteindre. |                                              |                    |                                                                      |                       |
| 249 | Les Germes de la haine                       | 憎しみの芽         | Nikushimi no Me (Bourgeons de haine)                                 | 15 mai 2022           |
| Malgré le pessimisme ambiant, Métal continue de chercher Denki et Iwabé dans la forêt. Sur la tombe de ses camarades, Boruto ne se sent pas apaisé. Il commence à réfléchir sur le cycle infernal de la vengeance. |                                              |                    |                                                                      |                       |
| 250 | Le Sang des Funato                           | 舟戸の血           | Funato no Chi (Le sang de Funato)                                    | 22 mai 2022           |
| Au quartier général des funato, le chef Araumi fulmine contre la pusillanimité d'Isari, qui préconise un retrait des troupes. Pendant ce temps, Ikada reste au chevet de sa soeur Seiren, qui a toujours placé beaucoup d'espoir pour lui. |                                              |                    |                                                                      |                       |
| 251 | Deux Garçons déterminés                      | 二人の決意         | Futari no Ketsui (La détermination des deux)                         | 29 mai 2022           |
| Isari Funato effectue une visite surprise au palais du Mizukage pour négocier la paix. Mais la discussion est brutalement interrompue par Araumi, qui annonce la bataille finale sur tous les écrans de Kiri. |                                              |                    |                                                                      |                       |
| 252 | L'Envie de croire                            | 信じる気持ち       | Shinjiru Kimochi (Sentiments de croyance)                            | 5 juin 2022           |
| A la sortie de la terrible zone de tempête, l'armada des Funato est attendue par celle de Kiri. La bataille semble inévitable, mais Boruto veut convaincre Ikada de faire la paix. |                                              |                    |                                                                      |                       |
| 253 | Des sentiments inconciliables                | 相容れない想い     | Ai Irenai Omoi (Sentiments incompatibles)                            | 12 juin 2022          |
| Accompagné de Sarada et de Mistuki, Boruto monte à bord du navire pour convaincre Ikada de cesser le combat. Tandis que le Misukage suit la discussion à distance, le chef Araumi est plus intéressé par l'arrivée d'un renfort de taille. |                                              |                    |                                                                      |                       |
| 254 | Le Tourbillon de la vengeance                | 復讐の渦           | Fukushū no Uzu (Tourbillon de vengeance)                             | 19 juin 2022          |
| Sur le navire principal des Funato, Boruto propose de donner sa vie en échange de la paix. Ikada veut bien considérer la question, à une condition: que Sarada et Mitsuku assistent stoïquement au sacrifice de leur ami. |                                              |                    |                                                                      |                       |
| 255 | Un pénible devoir                            | 厄介な宿題         | Yakkai na Shukudai (Devoirs pénibles)                                | 26 juin 2022          |
| A kiri, le Mizukage prend des mesures pour maintenir la paix. De retour au village de Konoha, l'équipe 7 fait son rapport à Naruto, mais Kawaki quitte le bureau après un vif échange avec Boruto. Note: Cet épisode clôture l'arc "Pays de l'eau" |                                              |                    |                                                                      |                       |

### Saison 11
Diffusée au Japon, du 3 juillet 2022 au 25 décembre 2022, sur TV Tokyo, elle contient 26 épisodes, le 25ème épisode commémorant ainsi le 1000e de toute la franchise.
| No | Titre français                    | Titre japonais          | Titre japonais                                                               | Date de 1re diffusion |
| No | Titre français                    | Kanji                   | Rōmaji                                                                       | Date de 1re diffusion |
| --- | --------------------------------- | ----------------------- | ---------------------------------------------------------------------------- | --------------------- |
| 256 | La Recette ultime                 | 極上のレシピ            | Gokujō no Reshipi (La meilleure recette)                                     | 3 juillet 2022        |
| Tandis que Shikadai est retenu dans une équipe spéciale, Chôchô et Inojin sont chargés de capturer Jingo, un ninja déserteur. Mais ils découvrent que leur proie s'est pacifiquement reconvertie dans la restauration. Note: Cet épisode débute la petite série fillers indépendants"         |                                   |                         |                                                                              |                       |
| 257 | Konoha-Maru devient Hokage ?      | 火影になった木ノ葉丸!？ | Hokage ni Natta Konohamaru!? (Konohamaru devenu Hokage !?)                   | 10 juillet 2022       |
| Konaha-Maru remplace Naruto pour incarner le Hokage dans un film. Dès son premier jour de tournage, il est dérouté par la place envahissante de la technologie |                                   |                         |                                                                              |                       |
| 258 | Les Uzumaki en séjour thermal     | うずまき家の温泉旅行    | Uzumaki-ke no Onsen Ryokō (Voyage aux sources chaudes de la famille Uzumaki) | 17 juillet 2022       |
| La famille Uzumaki a gagné un séjour dans un hôtel thermal. Malgré son refus initial, Kawaki est finalement du voyage. Les lieux seraient-ils hantés, comme Boruto semble le croire ? |                                   |                         |                                                                              |                       |
| 259 | Blessures inguérissables          | 癒えない傷              | Ienai Kizu (Blessures non cicatrisantes)                                     | 24 juillet 2022       |
| L'équipe 7 est mobilisée pour une affaire étrange d'agression. Depuis la fin de la mission à Kiri, Mitsuki ne perçoit le chat Mikazuki. Il finit par le retrouver aux côtés d'une fillette qui joue un air de flûte mélancolique.                                                             |                                   |                         |                                                                              |                       |
| 260 | Les Feux d'artifice de l'amour    | 恋の打ち上げ花火        | Koi no Uchiage Hanabi (Feux d'artifice d'amour)                              | 31 juillet 2022       |
| Deux amoureux chargent Boruto et Kakashi de réconcilier leurs grands-pères respectifs, des pyrotechniciens amateurs dont la complicité s'est transformée en rivalité. Y a-t-il la place pour un second feu d'artifice à Konoha? Note: Cet épisode clôt la petite série de filler indépendant. |                                   |                         |                                                                              |                       |
| 261 | Kawaki entre à l'Académie !       | カワキ、忍者学校入学!!  | Kawaki, Akademī Nyūgaku!! (Entrez dans l'école Kawaki ninja !!)              | 7 août 2022           |
| A la demande de Naruto, Kawaki entre à l'académie des ninjas en tant que simple élève. Sa mission secrète: protéger Kae, une princesse étrangère qui vient étudier à Konoha. Note: Cet épisode débute l'arc "protéger la princesse Kae"                                                       |                                   |                         |                                                                              |                       |
| 262 | Au thé de la princesse            | お姫様のお茶会          | Ohime-sama no Ochakai (Thé de princesse)                                     | 14 août 2022          |
| La princesse Kae organise une réception pour renforcer ses liens avec ses camarades de classe. En prévision de l'événement, Himawari donne un conseil à Kawaki des conseils sur l'art de boire du thé                                                                                         |                                   |                         |                                                                              |                       |
| 263 | Un talent de prof prêt à éclore   | 花開け!!教師の才能      | Hana Hirake!! Kyōshi no Sainō (Floraison !! Le talent de l'enseignant)       | 21 août 2022          |
| Journée spéciale à l’Académie : l’équipe 7 est invitée pour donner des cours pratiques. Durant un exercice en plein air, un accrochage entre Ehô et Sôru crée la division au sein de la classe. Hana parviendra-t-elle à réconcilier ses élèves ?                                             |                                   |                         |                                                                              |                       |
| 264 | À la découverte des sept mystères | 七不思議探検隊結成!!    | Nana Fushigi Tanken-tai Kessei!! (Expédition des sept mystères formée !!)    | 28 août 2022          |
| Un soir, une petite bande réunie par Himawari pénètre dans l’Académie pour y observer des phénomènes étranges. D’emblée, Kae intrigue Kawaki en prenant un chemin à part. |                                   |                         |                                                                              |                       |
| 265 | Exercices pratiques par équipes   | チーム対抗、実技実習!!  | Chīmu Taikō, Jitsugi Jisshū!! (Compétition par équipe, stage pratique !!)    | 4 septembre 2022      |
| Les élèves de l’Académie passent une journée d’entraînement en forêt. Kawaki jongle tant bien que mal entre les exercices imposés et sa mission de protection. Il peut compter sur l’aide de Himawari, qui est tombée dans la même équipe que Kae.                                            |                                   |                         |                                                                              |                       |
| 266 | L'Enlèvement de Himawari          | ヒマワリ誘拐事件        | Himawari Yūkai Jiken (L'incident de l'enlèvement d'Himawari)                 | 11 septembre 2022     |
| Himawari et Osuka sont kidnappées à la sortie de l’Académie. Dernière élève à les avoir vues, Neon est interrogée par Kawaki et Kae. Dans le repaire des ravisseurs, Osuka est persuadée que sa mère ne paiera pas la rançon.                                                                 |                                   |                         |                                                                              |                       |
| 267 | Kawaki démasqué                   | カワキ、正体発覚！？    | Kawaki, Shōtai Hakkaku!? (Kawaki, identité révélée ?!)                       | 18 septembre 2022     |
| La classe de l’Académie répète un spectacle de théâtre. Pour dépanner Himawari, Kawaki lui tend imprudemment son authentique bandeau de mission. Sera-t-il démasqué comme shinobi par les autres élèves ?                                                                                     |                                   |                         |                                                                              |                       |
| 268 | Menace sur la fête de l'Académie  | 狙われた学園祭          | Nerawareta Gakuensai (Fête scolaire ciblée)                                  | 25 septembre 2022     |
| La fête de l'académie ouvre enfin ses portes. En attendant le spectacle des élèves, Boruto et ses camarades font le tour des stands. De son côté, Kawaki est sur le qui-vive après l'intrusion nocturne d'un mystérieux individu.                                                             |                                   |                         |                                                                              |                       |
| 269 | L'Ombre rampante                  | 忍び寄る影              | Shinobiyoru Kage (Une ombre rampante)                                        | 2 octobre 2022        |
| Les élèves de l'académie sont à l'hôpital pour rendre visite à Hana, qui peine à se souvenir du jour de l'attentat. Au palais du Hokage, Kawaki est relevé de sa mission pour ne pas avoir signalé à temps la présence de l'assassin.                                                         |                                   |                         |                                                                              |                       |
| 270 | Pile et face                      | 表裏一体                | Hyōri Ittai (Les deux faces d'une même médaille)                             | 9 octobre 2022        |
| Malgré la mort annoncée de l'assassin, Kawaki pressent que l'affaire n'est pas terminée. De retour à l'académie après son séjour à l'hôpital, Hana est chaleureusement accueillie par ses élèves. Après les cours, elle est assaillie par d'étranges souvenirs sur les lieux de l'attentat.   |                                   |                         |                                                                              |                       |
| 271 | L'Île de la trahison              | 裏切りの島              | Uragiri no Shima (Île de la trahison)                                        | 16 octobre 2022       |
| Les élèves de l'académie font un stage sur une île déserte. D'emblée, les ennuis commencent : le chien ninja de Mimi marche sur un piège, les provisions sont introuvables... Autant d'événements qui renforcent les doutes de Kawaki.                                                        |                                   |                         |                                                                              |                       |
| 272 | Les élèves font bloc !            | 生徒団結!!              | Seito Danketsu!! (Les étudiants s'unissent !!)                               | 23 octobre 2022       |
| 273 | Adieu, l'Académie !               | さらば忍者学校!!        | Saraba Akademī!! (Adieu l'école des ninjas)                                  | 30 octobre 2022       |
| Note: Cet épisode clôt l'arc "protéger la princesse Kae" |                                   |                         |                                                                              |                       |
| 274 | Le Faucon qui ne savait pas voler | 翔べない鷹              | Tobenai Taka (Le faucon incapable de voler)                                  | 6 novembre 2022       |
| 275 | Retour vers le ciel               | 再び空へ                | Futatabi Sora e (Vers le ciel à nouveau)                                     | 13 novembre 2022      |
| 276 | Bienvenue dans le labyrinthe      | 迷宮へようこそ          | Meikyū e Yōkoso (Bienvenue dans le labyrinthe)                               | 20 novembre 2022      |
| Note : Cet épisode débute l'arc "Jeu du Labyrinthe" |                                   |                         |                                                                              |                       |
| 277 | La Vie qui s'éteint               | 消える命                | Kieru Inochi (Disparition de la vie)                                         | 27 novembre 2022      |
| 278 | Les Chaises musicales             | 椅子取りゲーム          | Isutori Gēmu (Jeu de chaise)                                                 | 4 décembre 2022       |
| 279 | Le Mur des sept                   | 七の壁                  | Shichi no Kabe (Les sept murs)                                               | 11 décembre 2022      |
| 280 | La Brèche                         | 突破口                  | Toppakō (Percée)                                                             | 18 décembre 2022      |
| 281 | La Vérité du Huitième             | 八つ目の真実            | Yattsume no Shinjitsu (La huitième vérité)                                   | 25 décembre 2022      |
| Note : Cet épisode clôt l'arc "Jeu du Labyrinthe". |                                   |                         |                                                                              |                       |

### Saison 12
Diffusée au Japon, du 8 janvier 2023 au 26 mars 2023, sur TV Tokyo, elle contient 12 épisodes.
| No | Titre français                               | Titre japonais           | Titre japonais                                                                            | Date de 1re diffusion |
| No | Titre français                               | Kanji                    | Rōmaji                                                                                    | Date de 1re diffusion |
| --- | -------------------------------------------- | ------------------------ | ----------------------------------------------------------------------------------------- | --------------------- |
| 282 | Le Roman de Sasuke : Infiltration            | サスケ烈伝・潜入         | Sasuke Retsuden・Sennyū (Sasuke Retsuden : Infiltration)                                  | 8 janvier 2023        |
| Note : Cet épisode débute l'arc "Le Roman de Sasuke". Il s'agit de l'adaptation du roman Sasuke Retsuden : Uchiha no Matsuei to Tenkyu no Hoshikuzu de Masashi Kishimoto. |                                              |                          |                                                                                           |                       |
| 283 | Le Roman de Sasuke : Constellations          | サスケ烈伝・星ならべ     | Sasuke Retsuden・Hoshinarabe (Sasuke Retsuden : Étoiles)                                  | 15 janvier 2023       |
| 284 | Le Roman de Sasuke : Le Secret du sous-sol   | サスケ烈伝・地下室の秘密 | Sasuke Retsuden・Chikashitsu no Himitsu (Sasuke Retsuden : Le secret du sous-sol)         | 22 janvier 2023       |
| 285 | Le Roman de Sasuke : Le Ciel tombé sur terre | サスケ烈伝・地に降りし空 | Sasuke Retsuden・Chi ni Furishi Sora (Sasuke Retsuden : Le ciel descendant vers la Terre) | 29 janvier 2023       |
| 286 | Le Roman de Sasuke : La Bague                | サスケ烈伝・指輪         | Sasuke Retsuden・Yubiwa (Sasuke Retsuden : Anneau)                                        | 5 février 2023        |
| Note: Cet épisode clôt l'arc "Le roman de Sasuke". |                                              |                          |                                                                                           |                       |
| 287 | Les Marques de griffes                       | 爪痕                     | Tsumeato (Marques de griffes)                                                             | 12 février 2023       |
| [Chapitres 55, 56 et 57] [Tome 14 et 15] |                                              |                          |                                                                                           |                       |
| 288 | Captif                                       | 虜                       | Toriko (Captif)                                                                           | 19 février 2023       |
| [Chapitres 57 et 58] [Tome 15] |                                              |                          |                                                                                           |                       |
| 289 | Le Statut                                    | 資格                     | Shikaku (Qualification)                                                                   | 26 février 2023       |
| [Chapitres 59 et 60] [Tome 15 et 16] |                                              |                          |                                                                                           |                       |
| 290 | La Présence                                  | 気配                     | Kehai (Signe)                                                                             | 5 mars 2023           |
| [Chapitres 61, 62 et 63] [Tome 16] |                                              |                          |                                                                                           |                       |
| 291 | Contrôle                                     | 支配                     | Kontorōru (Contrôle)                                                                      | 12 mars 2023          |
| [Chapitres 63, 64 et 65] [Tome 16 et 17] |                                              |                          |                                                                                           |                       |
| 292 | Convoitise                                   | 渇望                     | Katsubō (Fringale)                                                                        | 19 mars 2023          |
| [Chapitres 65 et 66] [Tome 17] - Pour combattre Code, Boruto n'a pas d'autres choix que de laisser Momoshiki prendre temporairement possession de son corps. Il empêche son adversaire d'emmener Kawaki avec lui, mais ce dernier le repousse. Naruto et Shikamaru arrivent en renfort, sauf que leur ennemi prend le bras droit du Hokage en otage. Les deux jeunes ninjas sont ensuite contraints de se battre l'un contre l'autre, car Kawaki utilise son Kama et fait appel aux pouvoirs d'Ishiki pour prendre la vie de son frère adoptif, mais après un long combat intense, Naruto s'interpose et essaie d'y mettre fin. Après avoir réussi à reprendre conscience, Boruto repousse son père et demande à Kawaki de le tuer, ce que ce dernier s'exécute. |                                              |                          |                                                                                           |                       |
| 293 | Adieu                                        | 別れ                     | Wakare (Adieu)                                                                            | 26 mars 2023          |
| [Chapitre 67] [Tome 17] |                                              |                          |                                                                                           |                       |

## Coffrets DVD / Blu-ray

### Au Japon
| DVD | Date de sortie    | Disques | Épisodes (en VO) | DVD-BOX | Date de sortie    | Disques (par Box) | Épisodes (en VO) |
| --- | ----------------- | ------- | ---------------- | ------- | ----------------- | ----------------- | ---------------- |
| 1   | 26 juillet 2017   | 1       | 1-4              | 1,      | 1er novembre 2017 | 4                 | 1-15             |
| 2   | 23 août 2017      | 1       | 5-8              | 1,      | 1er novembre 2017 | 4                 | 1-15             |
| 3   | 27 septembre 2017 | 1       | 9-12             | 1,      | 1er novembre 2017 | 4                 | 1-15             |
| 4   | 25 octobre 2017   | 1       | 13-15            | 1,      | 1er novembre 2017 | 4                 | 1-15             |
| 5   | 6 décembre 2017   | 1       | 16-20            | 2       | 7 mars 2018       | 4                 | 16-32            |
| 6   | 10 janvier 2018   | 1       | 21-24            | 2       | 7 mars 2018       | 4                 | 16-32            |
| 7   | 7 février 2018    | 1       | 25-28            | 2       | 7 mars 2018       | 4                 | 16-32            |
| 8   | 7 mars 2018       | 1       | 29-32            | 2       | 7 mars 2018       | 4                 | 16-32            |
| 9   | 4 avril 2018      | 1       | 33-35            | 3       | 8 août 2018       | 5                 | 33-50            |
| 10  | 9 mai 2018        | 1       | 36-39            | 3       | 8 août 2018       | 5                 | 33-50            |
| 11  | 6 juin 2018       | 1       | 40-43            | 3       | 8 août 2018       | 5                 | 33-50            |
| 12  | 4 juillet 2018    | 1       | 44-47            | 3       | 8 août 2018       | 5                 | 33-50            |
| 13  | 8 août 2018       | 1       | 48-50            | 3       | 8 août 2018       | 5                 | 33-50            |
| 14  | 5 septembre 2018  | 1       | 51-54            | 4       | 9 janvier 2019    | 5                 | 51-70            |
| 15  | 3 octobre 2018    | 1       | 55-58            | 4       | 9 janvier 2019    | 5                 | 51-70            |
| 16  | 7 novembre 2018   | 1       | 59-62            | 4       | 9 janvier 2019    | 5                 | 51-70            |
| 17  | 5 décembre 2018   | 1       | 63-66            | 4       | 9 janvier 2019    | 5                 | 51-70            |
| 18  | 9 janvier 2019    | 1       | 67-70            | 4       | 9 janvier 2019    | 5                 | 51-70            |
| 19  | 6 février 2019    | 1       | 71-75            | 5       | 5 juin 2019       | 5                 | 71-92            |
| 20  | 6 mars 2019       | 1       | 76-80            | 5       | 5 juin 2019       | 5                 | 71-92            |
| 21  | 3 avril 2019      | 1       | 81-84            | 5       | 5 juin 2019       | 5                 | 71-92            |
| 22  | 15 mai 2019       | 1       | 85-88            | 5       | 5 juin 2019       | 5                 | 71-92            |
| 23  | 5 juin 2019       | 1       | 89-92            | 5       | 5 juin 2019       | 5                 | 71-92            |
| 24  | 3 juillet 2019    | 1       | 93-97            | 6       | 6 novembre 2019   | 5                 | 93-115           |
| 25  | 7 août 2019       | 1       | 98-101           | 6       | 6 novembre 2019   | 5                 | 93-115           |
| 26  | 4 septembre 2019  | 1       | 102-105          | 6       | 6 novembre 2019   | 5                 | 93-115           |
| 27  | 2 octobre 2019    | 1       | 106-110          | 6       | 6 novembre 2019   | 5                 | 93-115           |
| 28  | 6 novembre 2019   | 1       | 111-115          | 6       | 6 novembre 2019   | 5                 | 93-115           |
| 29  | aujord'hui        | 1       | 116-119          | 7       | 1er avril 2020    | 5                 | 116-136          |
| 30  | 15 janvier 2020   | 1       | 120-123          | 7       | 1er avril 2020    | 5                 | 116-136          |
| 31  | 5 février 2020    | 1       | 124-128          | 7       | 1er avril 2020    | 5                 | 116-136          |
| 32  | 4 mars 2020       | 1       | 129-132          | 7       | 1er avril 2020    | 5                 | 116-136          |
| 33  | 1er avril 2020    | 1       | 133-136          | 7       | 1er avril 2020    | 5                 | 116-136          |
| 34  | 3 juin 2020       | 1       | 137-140          | 8       | 7 octobre 2020    | 5                 | 137-156          |
| 35  | 1er juillet 2020  | 1       | 141-143          | 8       | 7 octobre 2020    | 5                 | 137-156          |
| 36  | 5 août 2020       | 1       | 144-147          | 8       | 7 octobre 2020    | 5                 | 137-156          |
| 37  | 2 septembre 2020  | 1       | 148-151          | 8       | 7 octobre 2020    | 5                 | 137-156          |
| 38  | 7 octobre 2020    | 1       | 152-156          | 8       | 7 octobre 2020    | 5                 | 137-156          |
| 39  | 9 décembre 2020   | 1       | 157-160          | 9       | 7 avril 2021      | 5                 | 157-176          |
| 40  |                   | 1       | 161-164          | 9       | 7 avril 2021      | 5                 | 157-176          |

### En France
| Volume | Date de sortie    | Disques (par Volume) | Disques (par Volume) | Épisodes (en VF / VOSTFr) | Bonus                                                          |
| Volume | Date de sortie    | DVD                  | Blu-ray              | Épisodes (en VF / VOSTFr) | Bonus                                                          |
| ------ | ----------------- | -------------------- | -------------------- | ------------------------- | -------------------------------------------------------------- |
| 1      | 10 octobre 2018   | 3                    | 2                    | 1-15                      | Planche de stickers + Livret inédit + Générique de début / fin |
| 2      | 5 décembre 2018   | 3                    | 2                    | 16-32                     | Planche de stickers + Livret inédit + Générique de début / fin |
| 3      | 3 juillet 2019    | 3                    | 2                    | 33-49                     | Planche de stickers + Livret inédit + Générique de début / fin |
| 4      | 16 octobre 2019   | 3                    | 2                    | 50-65                     | Planche de stickers + Livret inédit + Générique de début / fin |
| 5      | 26 février 2020   | 3                    | 2                    | 66-80                     | Planche de stickers + Livret inédit + Générique de début / fin |
| 6      | 30 septembre 2020 | 3                    | 2                    | 81-95                     | Générique de début / fin                                       |
| 7      | 17 février 2021   | 3                    | 2                    | 96-111                    | Générique de début / fin                                       |
| 8      | 18 août 2021      | 3                    | 2                    | 112-126                   | Générique de début / fin                                       |
| 9      | 16 mars 2022      | 3                    | 2                    | 127-140                   | Générique de début / fin                                       |
| 10     | 14 septembre 2022 | 3                    | 2                    | 141-156                   | Générique de début / fin                                       |
| 11     | 25 janvier 2023   | 3                    | 2                    | 157-172                   | Générique de début / fin                                       |
| 12     | 14 juin 2023      | 4                    | 4                    | 173-192                   |                                                                |